# Les Grandes Heures Automobiles
Les Grandes Heures Automobiles (dit « LGHA ») est une manifestation consacrée aux voitures et motos de compétition historiques créée par Franz Hummel, qui se déroule depuis 2015 sur l'Autodrome de Linas-Montlhéry dans l'Essonne durant trois jours de septembre.

## Histoire

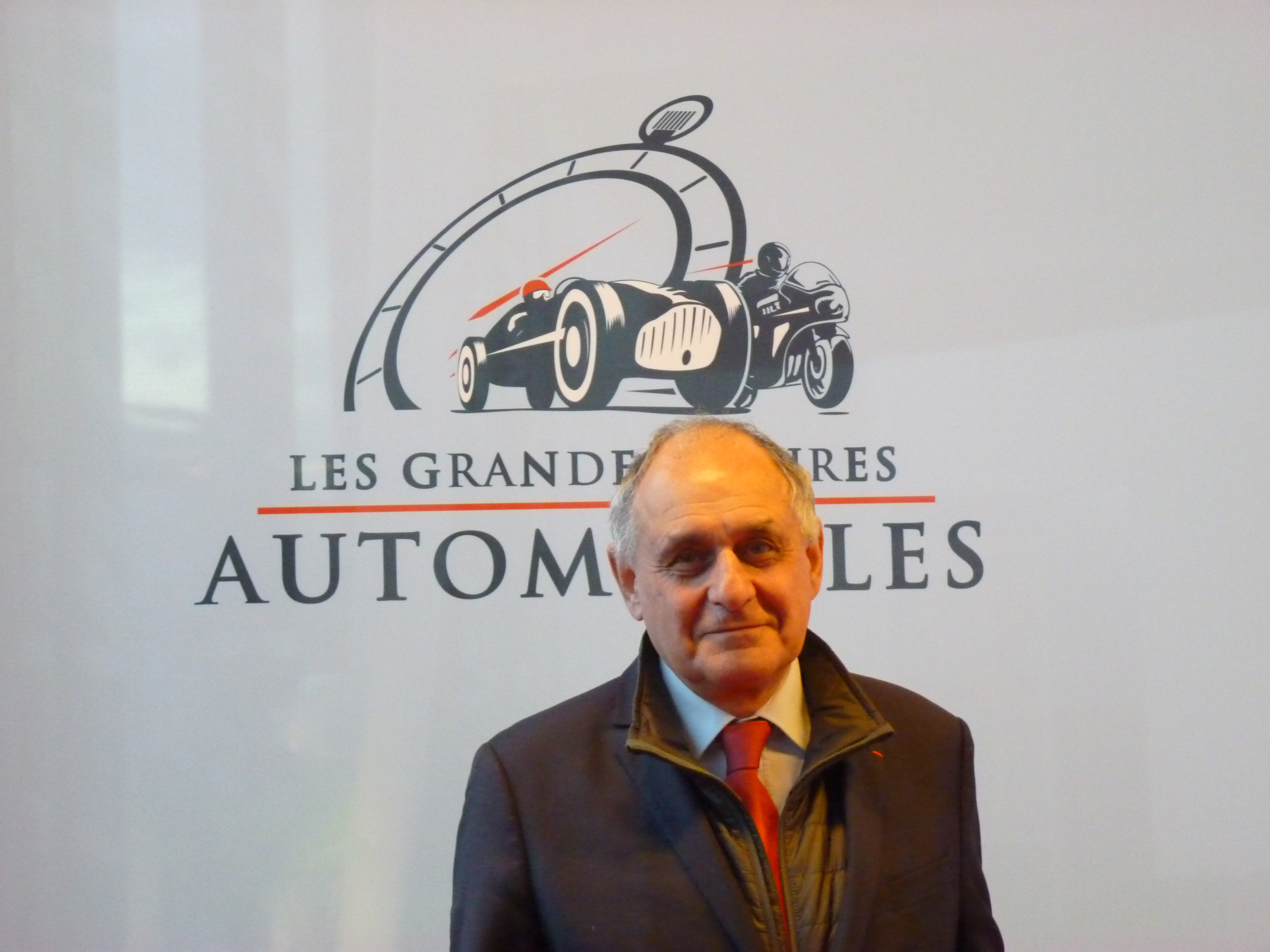
Franz Hummel, organisateur

Franz Hummel, passionné d'automobiles, est le fondateur et organisateur des 24 Heures sur glace de Chamonix (de 1974 à 2004). En 2015, après la création de la SAS L.G.H.A, il organise avec une équipe de passionnés d'automobile la première édition de « Les Grandes Heures Automobiles » sur l'anneau de vitesse de l'Autodrome de Linas-Montlhéry, appartenant à l'Utac, qui se déroule sur deux jours et regroupe des automobiles de légendes ou de compétition, et des motos historiques. Ces mécaniques de toutes périodes historiques sont présentées par plateaux, en fonction de leur cylindrée ou de leur ancienneté. À la différence du Chantilly Arts & Elegance Richard Mille, qui est une présentation statique de véhicules prestigieux, ou du Le Mans Classic qui est une compétition de véhicules historiques, l'événementiel de Montlhéry est une présentation dynamique avec les protagonistes en mouvement sur le circuit, sans compétition, dans l'unique but de faire rouler et admirer de véritables chefs-d'œuvre de la carrosserie et de la mécanique au public.
L'événementiel, accessible au public, reçoit plus de 200 voitures de compétition, aussi bien des F3, des Formule Renault, que des supercars Ferrari, Lamborghini ou McLaren ou encore des Groupe B et voitures de supertourisme. Les visiteurs peuvent découvrir l'univers automobile de la manifestation et déambuler autour des voitures de collection et de compétition, dans les paddocks, les stands des constructeurs, les espaces dédiées aux clubs ou les bourses d’échange de pièces détachées. Ils peuvent ainsi admirer de près les véhicules de leurs rêves, mais aussi les pilotes et acteurs du monde de l'automobile, tous réunis autour de leur passion commune. L'anneau de vitesse, avec ses virages relevés à 51°, est accessible à tous les véhicules inscrits, qui défilent par plateaux, et de nombreux baptêmes à bord des voitures mythiques y sont organisés.
Dès la première édition, la presse compare la manifestation au prestigieux Goodwood Revival en Angleterre, tous deux partageant une particularité liée à l'hétéroclisme des véhicules présentés, où  peuvent ainsi se côtoyer une Citroën Traction, une Bugatti Type 35, une Renault Clio V6 ou une Lola T70 MkIII B au milieu du public, avec des présentations dynamiques.

### Dates et fréquentation
| Édition   | 2015                   | 2016                   | 2017                   | 2018                   |
| --------- | ---------------------- | ---------------------- | ---------------------- | ---------------------- |
| Dates     | 25, 26 et 27 septembre | 24, 25 et 26 septembre | 22, 23 et 24 septembre | 28, 29 et 30 septembre |
| Visiteurs | 4 000                  | 15 000,                | 16 000                 | -                      |

### Programme
- Vendredi :

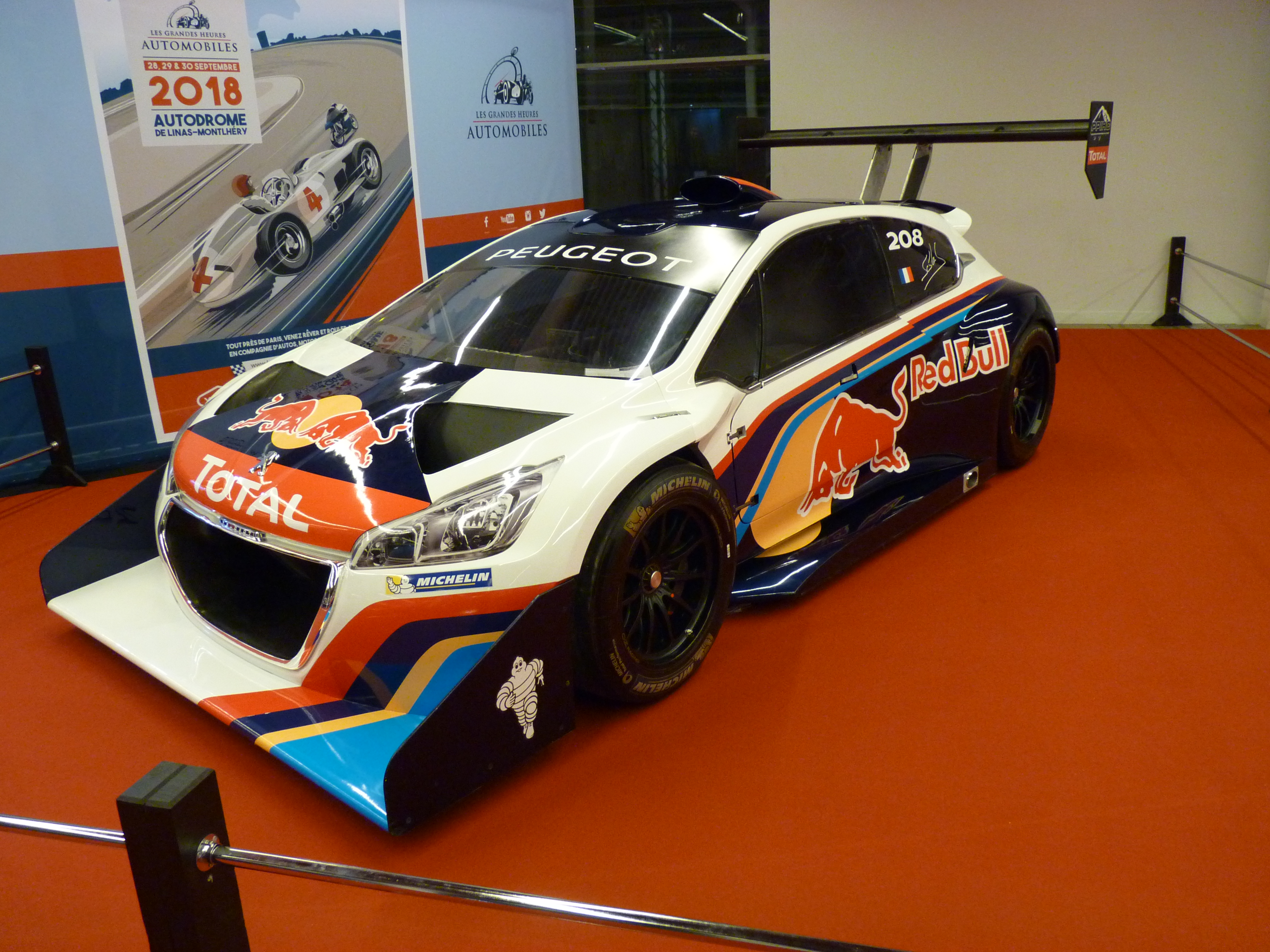
Peugeot 208 T16 Pikes Peak

Le dîner d'ouverture du vendredi, où se réunissent pilotes et personnalités des sports mécaniques, est le point de départ du week-end des Grandes Heures Automobiles.
- Samedi (jusqu'à 22h) :

La journée est ponctuée de démonstrations en piste où par session d'une vingtaine de minutes les plateaux défilent sur l'anneau de Montlhéry, ainsi que des expositions de véhicules anciens de prestige provenant de Clubs, de marques automobiles qui présentent leurs nouveautés, et s'ajoute la participation d'exposants divers dans un village commercial.
- Dimanche (jusqu'à 18h) :

La journée dominicale, dans la continuité de la veille, ajoute une grande parade en fin de journée pour conclure le week-end.

### Les plateaux
Les véhicules automobiles et motocycles sont présentées par plateaux, pour leur présentation en mouvement sur l'anneau de vitesse, en fonction de leur cylindrée ou de leur période historique, comme les "Avant-guerre", "Barquettes et les monoplaces", "Vintage rallye" ou "Groupe B".

## Village des constructeurs
Les constructeurs automobiles contemporains se réunissent dans un village affecté à l'exposition de leurs modèles anciens, nouveaux ou de compétition, à l'image de Peugeot, partenaire officiel de l'événement, qui à travers sa branche compétition Peugeot Sport a exposé en 2017 ses 205 T16, 208 T16 Pikes Peak, 306 Maxi, 307 WRC et Peugeot 308 Racing Cup, en présence de son pilote maison Sébastien Loeb.
Selon les éditions, les constructeurs automobiles et motos suivant sont présents sur le village :
- Alfa Romeo
- AMG
- BMW
- Fiat
- Honda
- Infiniti
- Land Rover
- Mercedes-Benz
- Nissan
- Peugeot
- Renault
- Smart
- Subaru
- Tesla
- Triumph
- Volvo
- Yamaha

## Partenaires
La manifestation s'est associée à des partenaires privilégiés de la presse ou du monde automobile tels Rétromobile, dirigé par François Melcion, spécialiste de l'automobile ancienne, ou encore Peugeot qui expose et fait rouler ses modèles historiques de compétition de la piste ou des rallyes, sur l'anneau de l'autodrome.
- Peugeot
- Rétromobile
- Yacco
- Le Point
- Le Parisien
- Les Échos
- RMC
- Utac

## Participants
Outre les Clubs, ce sont aussi de grands noms des sports mécaniques et de la compétition qui sont présents sur la piste des Grandes Heures Automobiles comme, :
- Jean-Claude Andruet
- René Arnoux
- Jean-François Baldé
- Bernard Béguin
- Anthony Beltoise
- François Chatriot
- Gérard Coudray
- Bernard Darniche
- Jean-Philippe Dayraut
- Philippe Gache
- Yves Géniès
- Jean-Pierre Jabouille
- Jean-Pierre Jaussaud
- Sébastien Loeb
- Jean-Pierre Malcher
- René Metge
- Philippe Monneret
- Jean-Pierre Nicolas
- Éric Offenstadt
- Gilles Panizzi
- Henri Pescarolo
- David Piper
- Cédric Robert
- Bruno Saby
- Éric Saul
- Paul Smart
- Jean Vinatier
- Philippe Wambergue

## Éditions

### 1reédition (2015)
La première édition des Grandes Heures Automobiles a eu lieu les 26 et 27 septembre 2015, avec pour invités d'honneur les « Groupe B » avec notamment les Peugeot 205 Turbo 16, Maxi 5 Turbo, Audi Quattro Sport, Lancia Delta S4 ou Lancia Rally 037.

Groupe B
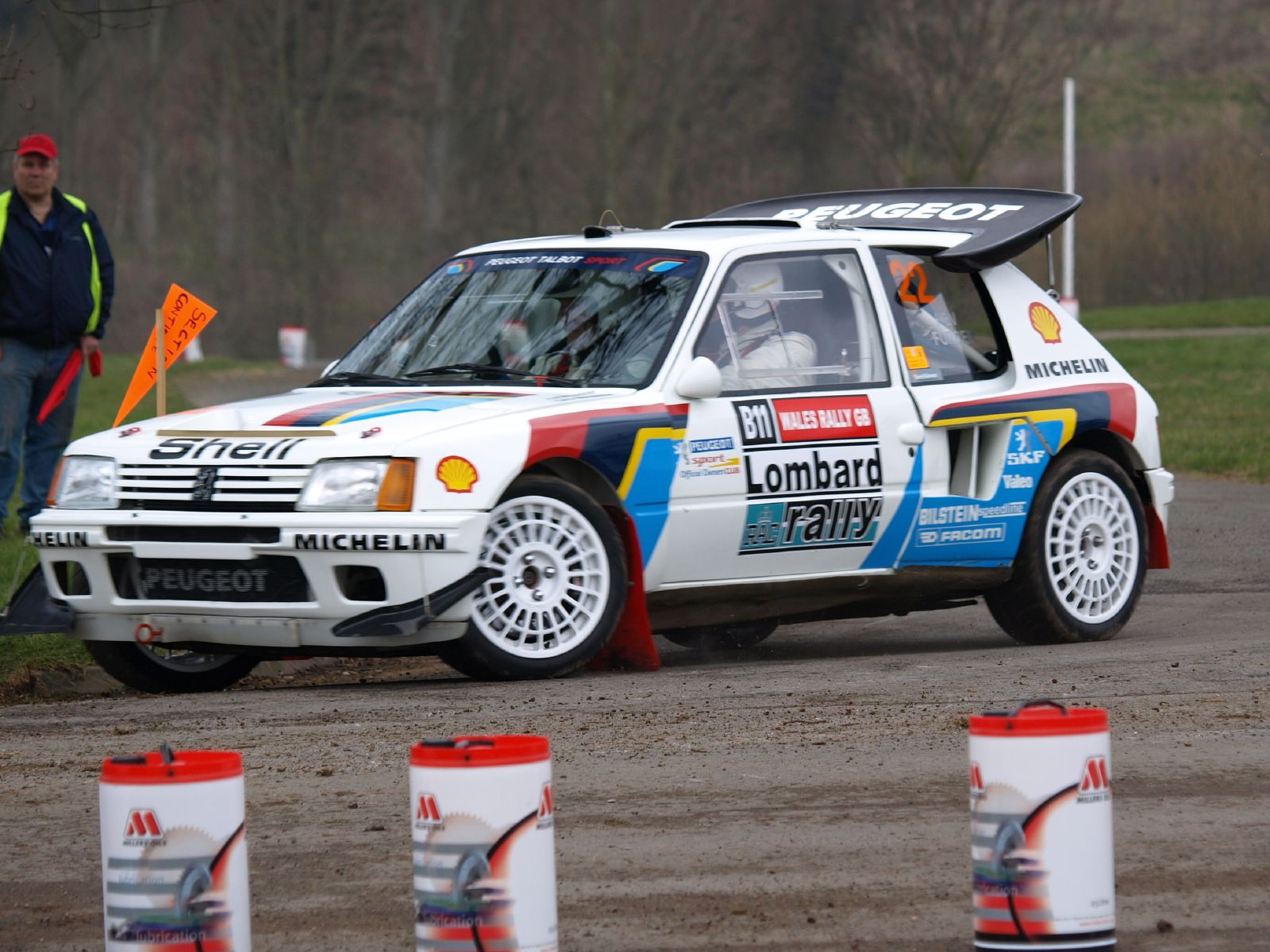
Peugeot 205 Turbo 16
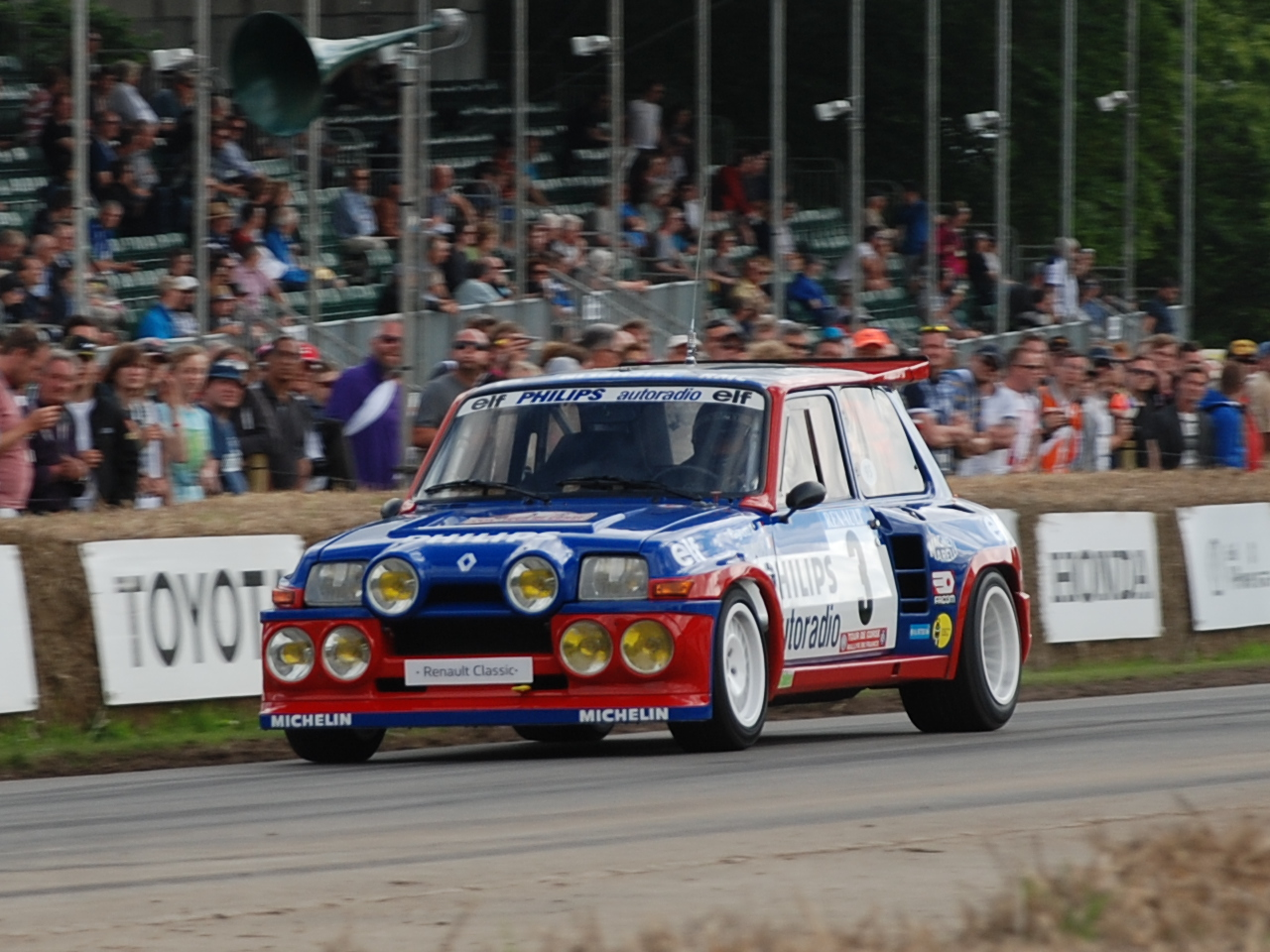
Maxi 5 Turbo
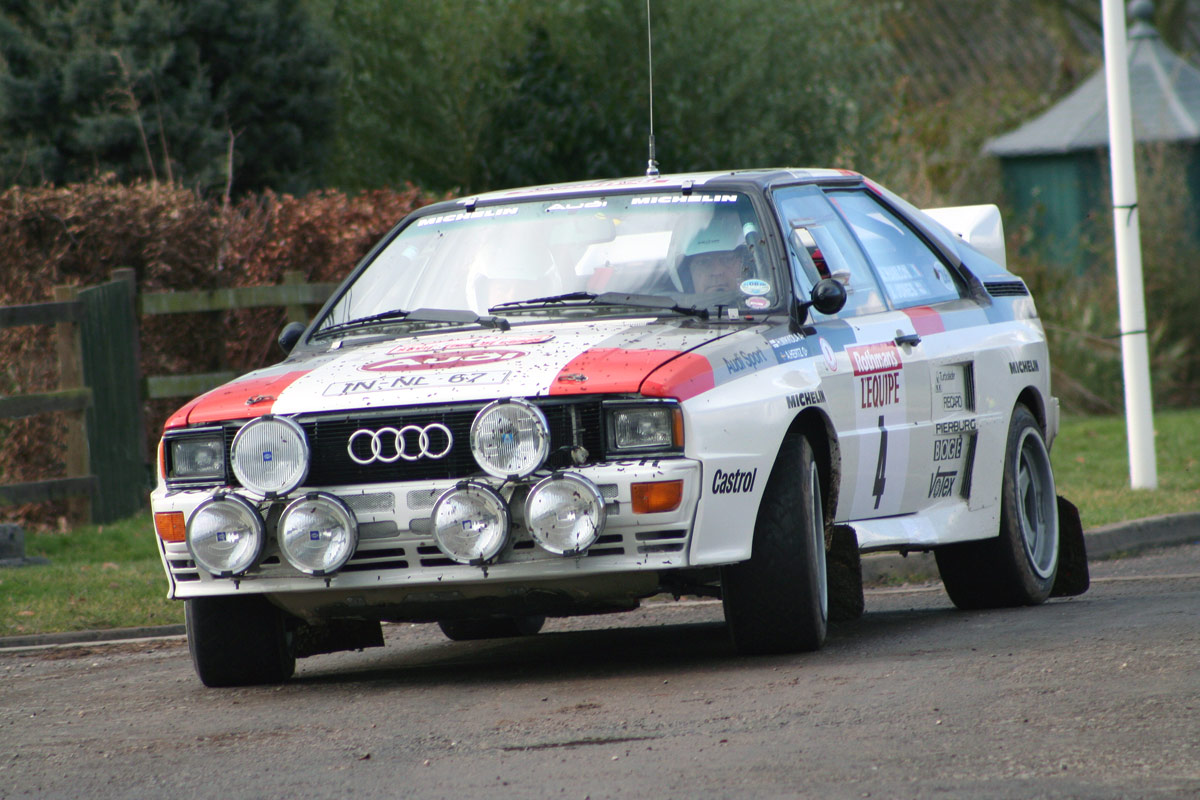
Audi Quattro
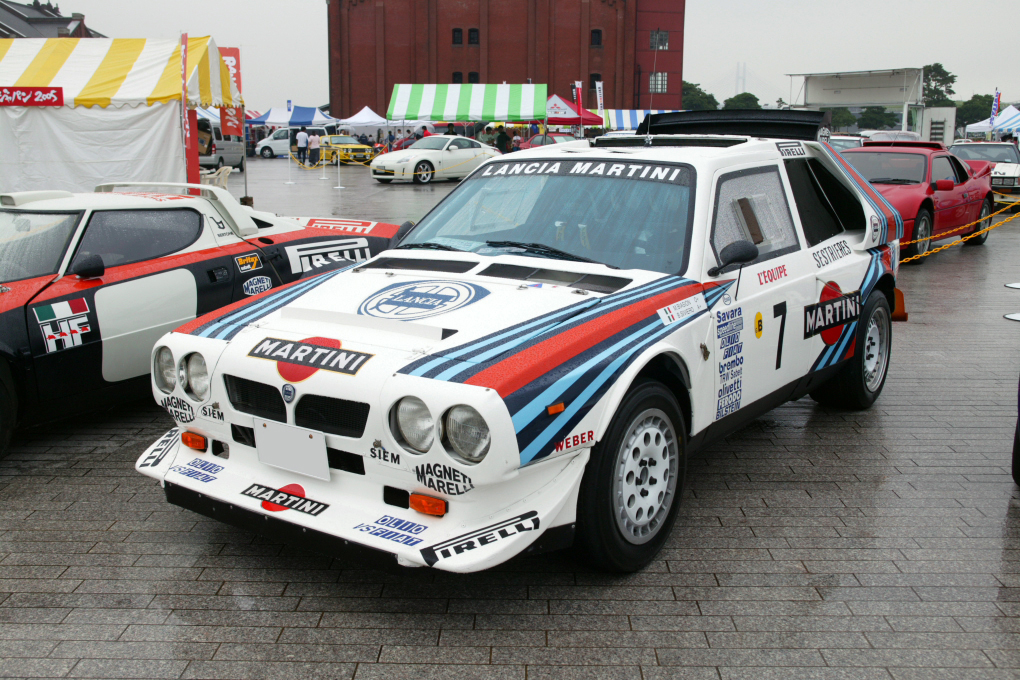
Lancia Delta S4
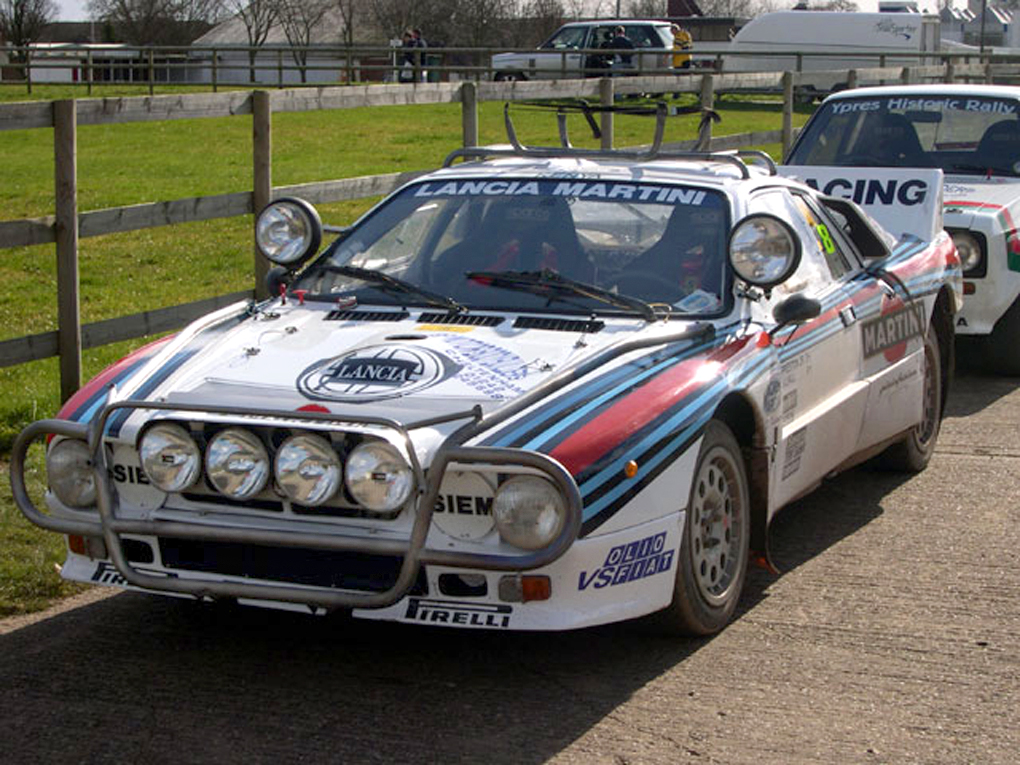
Lancia Rally 037

### 2eédition (2016)

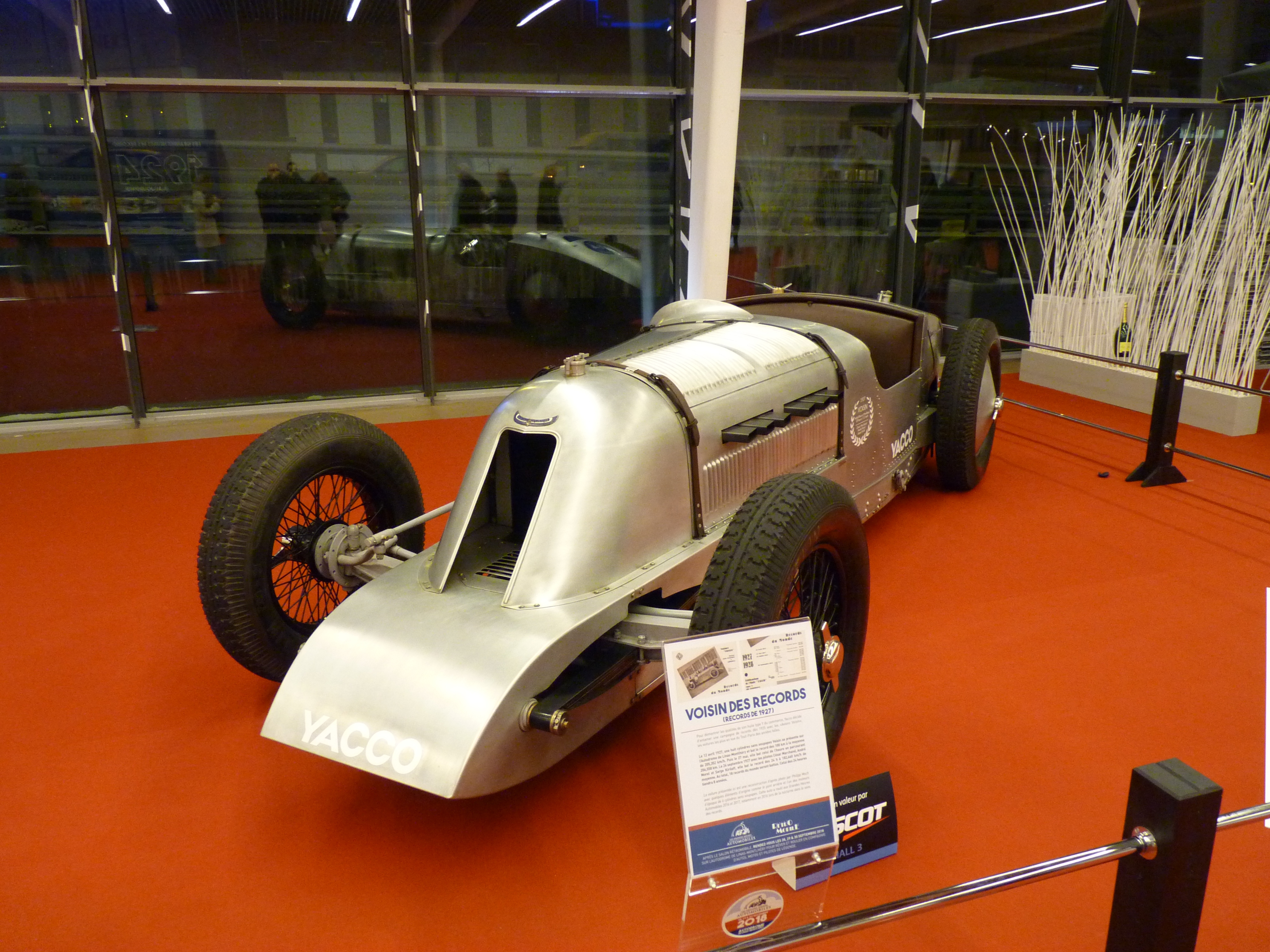
Avion Voisin Speed Record

Pour la seconde édition du LGHA, du 25 et 26 septembre, de nombreuses voitures de la Collection Peter Mullin étaient présentes sur l'anneau de Linas-Montlhéry.
La manifestation recevait une voiture de record, la Avion Voisin Speed Record, motorisée par un 8 cylindres en ligne de 7 938 cm3 développant plus de 210 chevaux, qui a battu 17 records de vitesse en 1927 sur l'Autodrome de Linas-Montlhéry, ainsi qu'une Citroën petite Rosalie qui a battu des records en 1933.

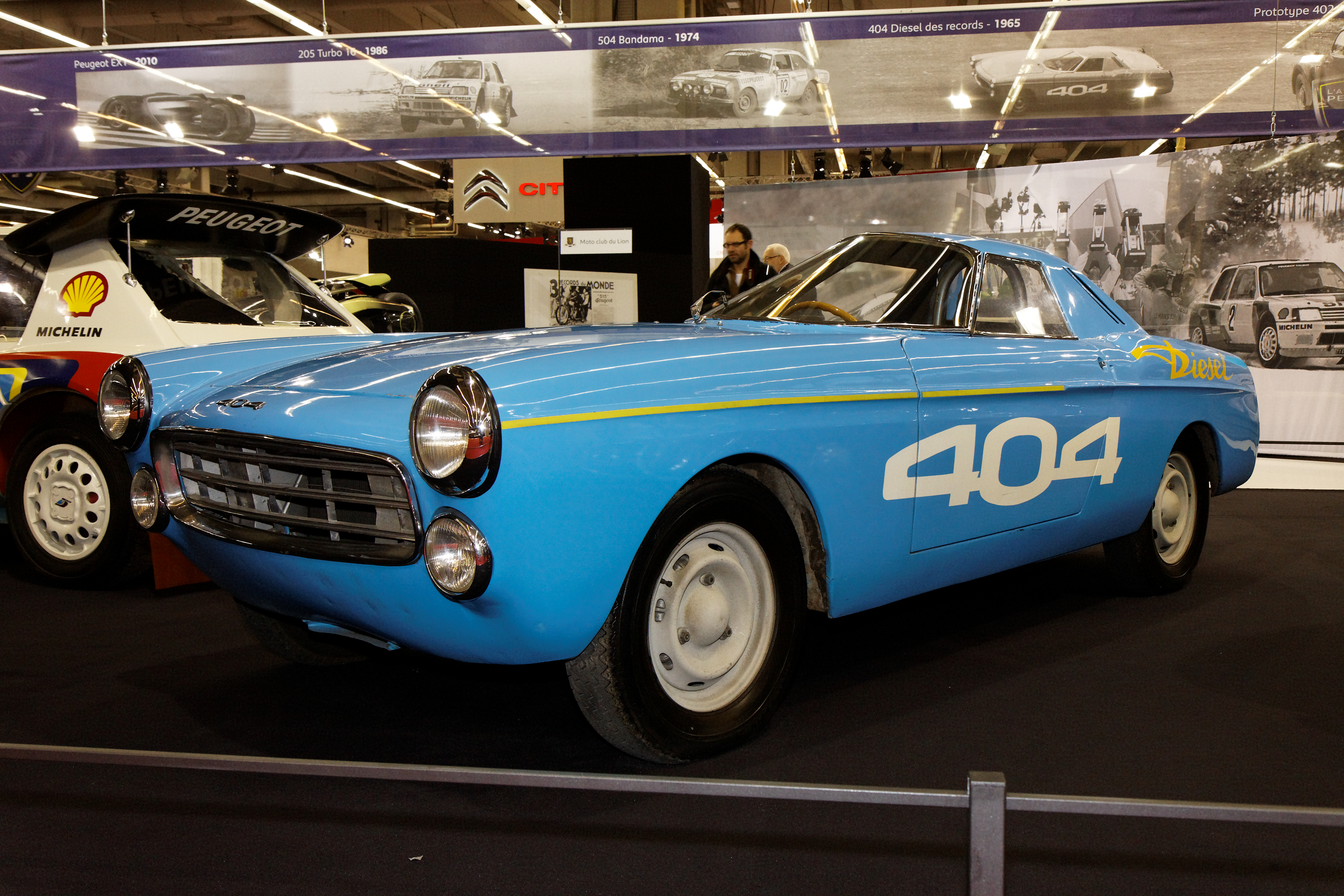
La 404 Diesel des records

Le constructeur automobile Peugeot, partenaire de la manifestation, expose ses véhicules historiques de compétition dont :
- Peugeot 205 T16 évo 1 et 2;
- Peugeot 404 diesel;
- Peugeot 205 Grand Raid;
- Peugeot 405 Pikes Peak;
- CD SP66 Peugeot[16];
- Peugeot 203 et 403 du Tour Auto Optic 2000 2017.

### 3eédition (2017)

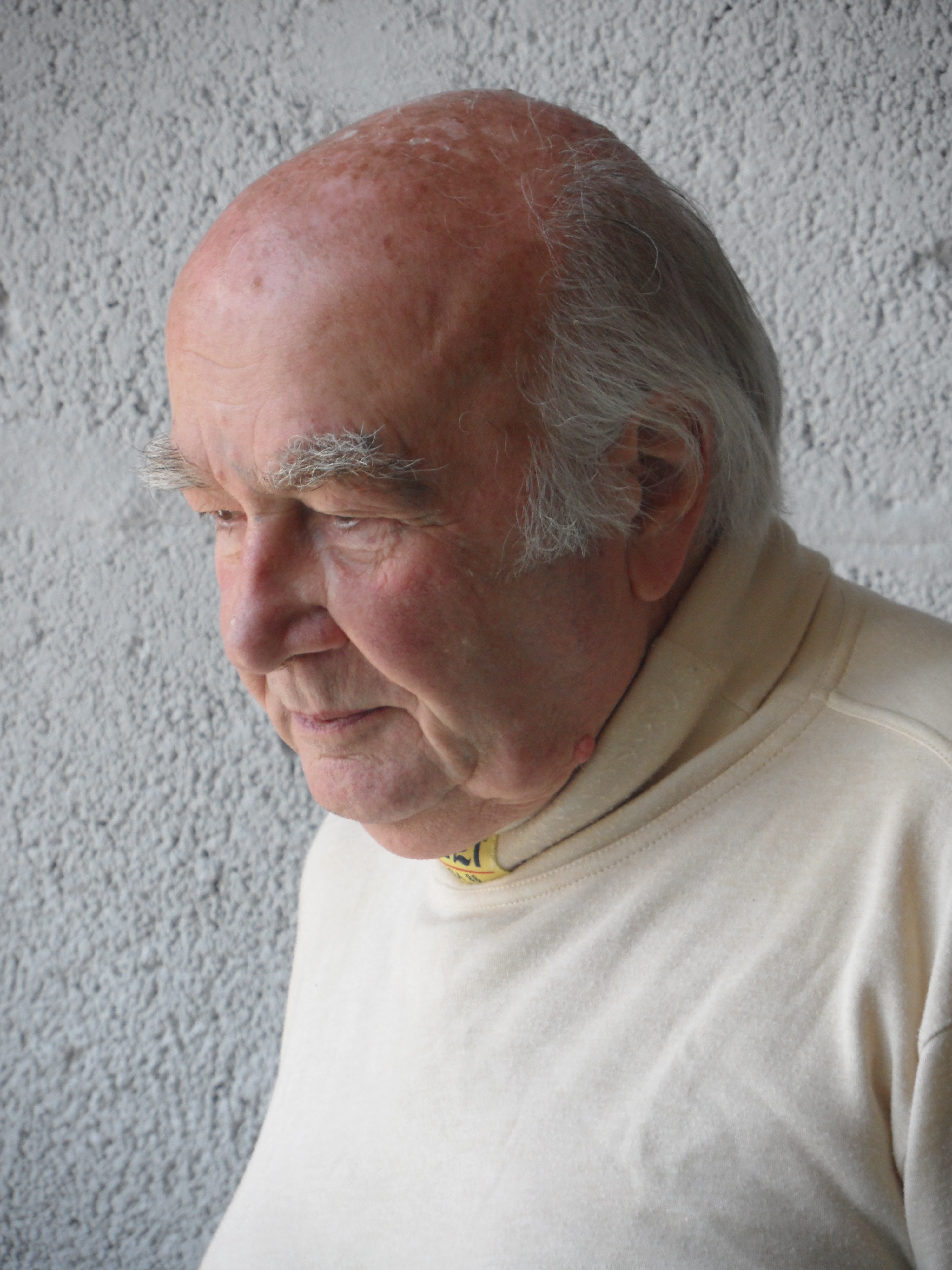
David Piper

Pour l'édition 2017, du 23 et 24 septembre, de nombreuses voitures de toutes époques sont exposées telles les McLaren F1 et P1, Ac Cobra 427, monoplace Moretti, Peugeot 208 T16 Pikes Peak, accompagnées de pilotes automobiles comme Sébastien Loeb ou Gilles Panizzi. Pour cette 3e édition, ce sont 16 000 spectateurs qui ont envahi les gradins et le village d'exposants dans l'enceinte de l'autodrome.

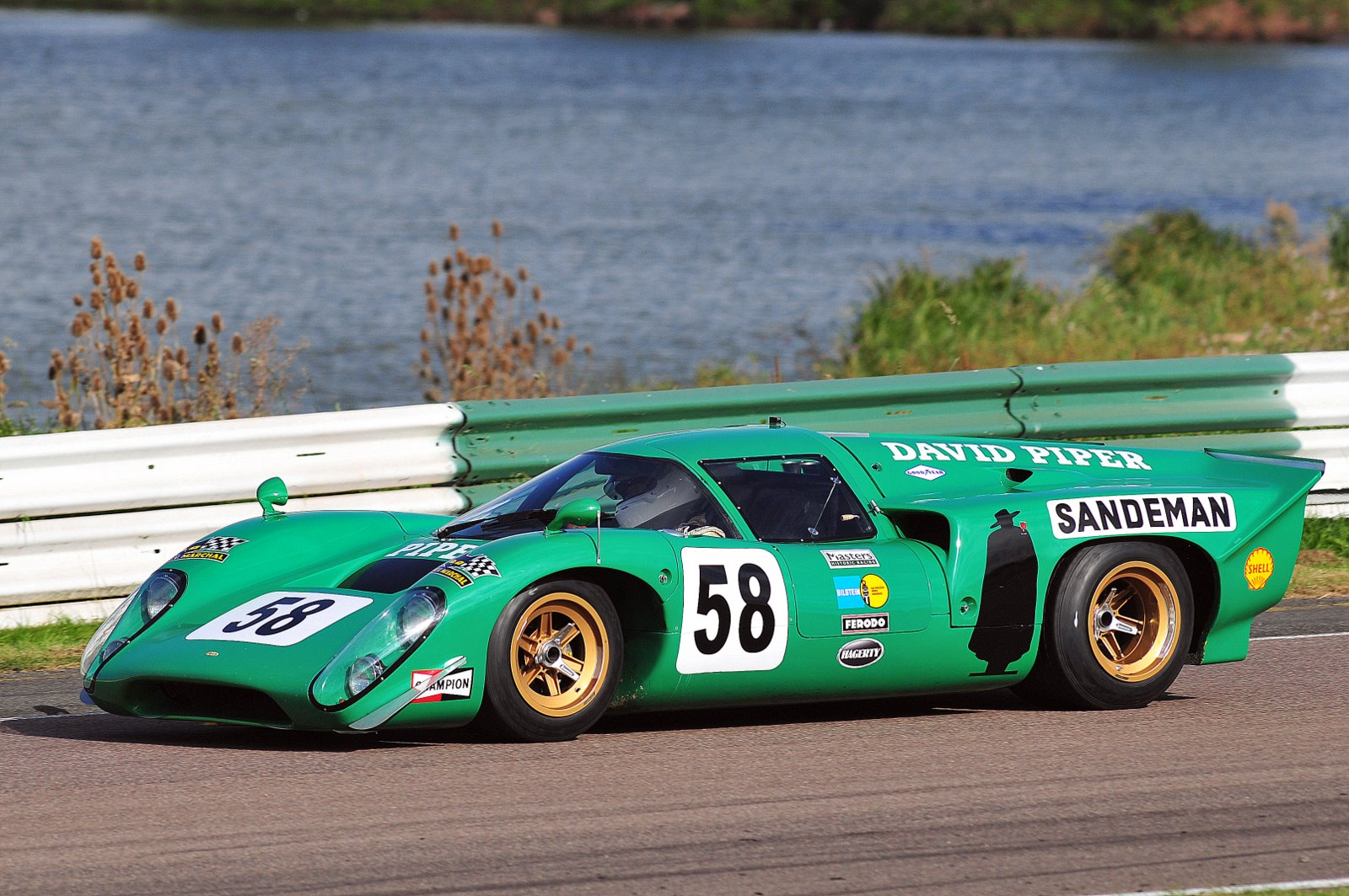
Lola T70 Mk3B

Cette année, l'événementiel devait fêter les 50 ans des 1 000 kilomètres de Paris (1967) qui se déroulaient sur l'autodrome de Montlhéry, remportés par Jacky Ickx et Paul Hawkins, mais finalement Les Grandes Heures Automobiles ont rendu hommage à l'édition 1966 remportée par David Piper sur Ferrari 275 LM (avec Mike Parkes), qui est encore présent dans les paddocks et au volant à 87 ans, avec de nombreuses voitures de sa collection privée reconnaissables à leur robe verte qui sont exposées au public de Montlhéry, dont les Ferrari 250 LM, Lola T70 MkIII B, Ferrari 365 P2 et Porsche 917 K.
La manifestation 2017 présente une nouveauté avec l'arrivée de la vente aux enchères Aguttes qui a lieu le dimanche 24 septembre dans le Pavillon 1924, situé au centre de l’Autodrome de Linas-Montlhéry. Parmi les 59 automobiles proposées à la vente, quelques modèles n'ont pas trouvé preneur, malgré la présence au catalogue de modèles prestigieux dont deux Ferrari 250 (GT et GTE), et de nombreuses anciennes Françaises (Delage Mylord, George Irat 11cv OCL3 ...), Anglaises (Lotus Eleven S2) et Italiennes (Maserati 4200 Trofeo Light “Spirit Of Houston”).

### 4eédition (2018)

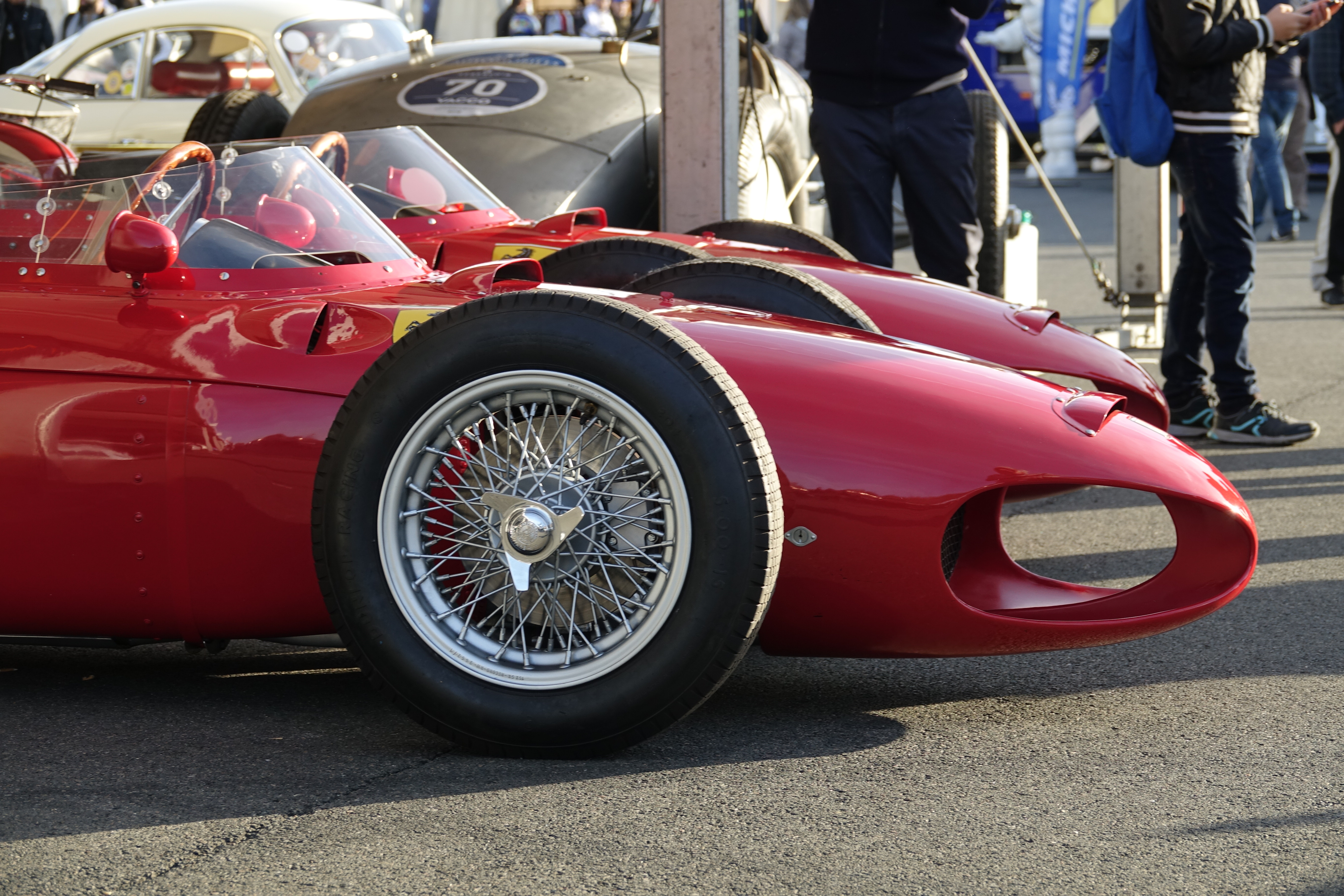
Ferrari 156 F1 "Sharknose"

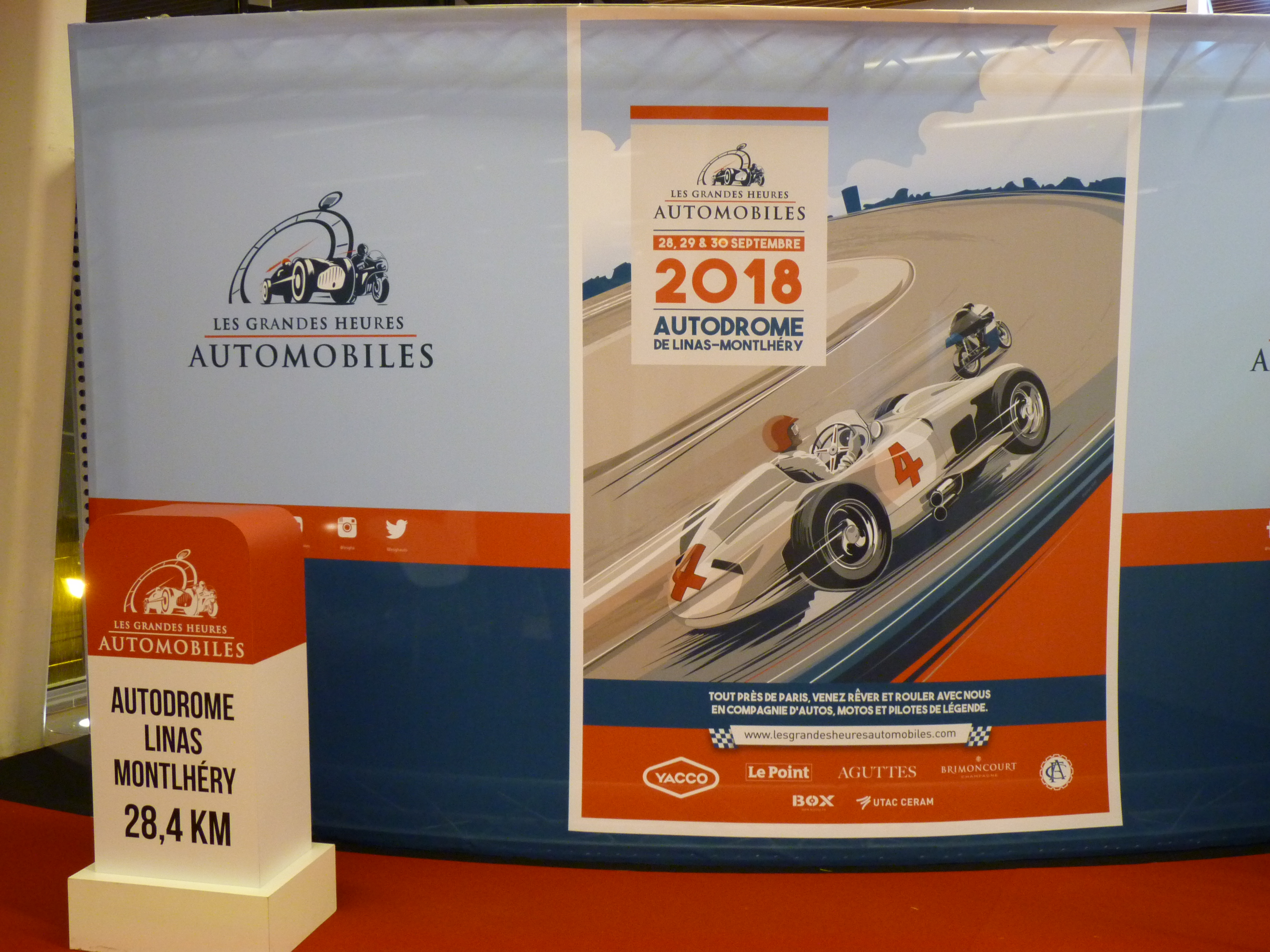
Les Grandes Heures Automobiles Édition 2018

La 4e édition des LGHA se déroule du 28 au 30 septembre 2018.

#### Les Plateaux

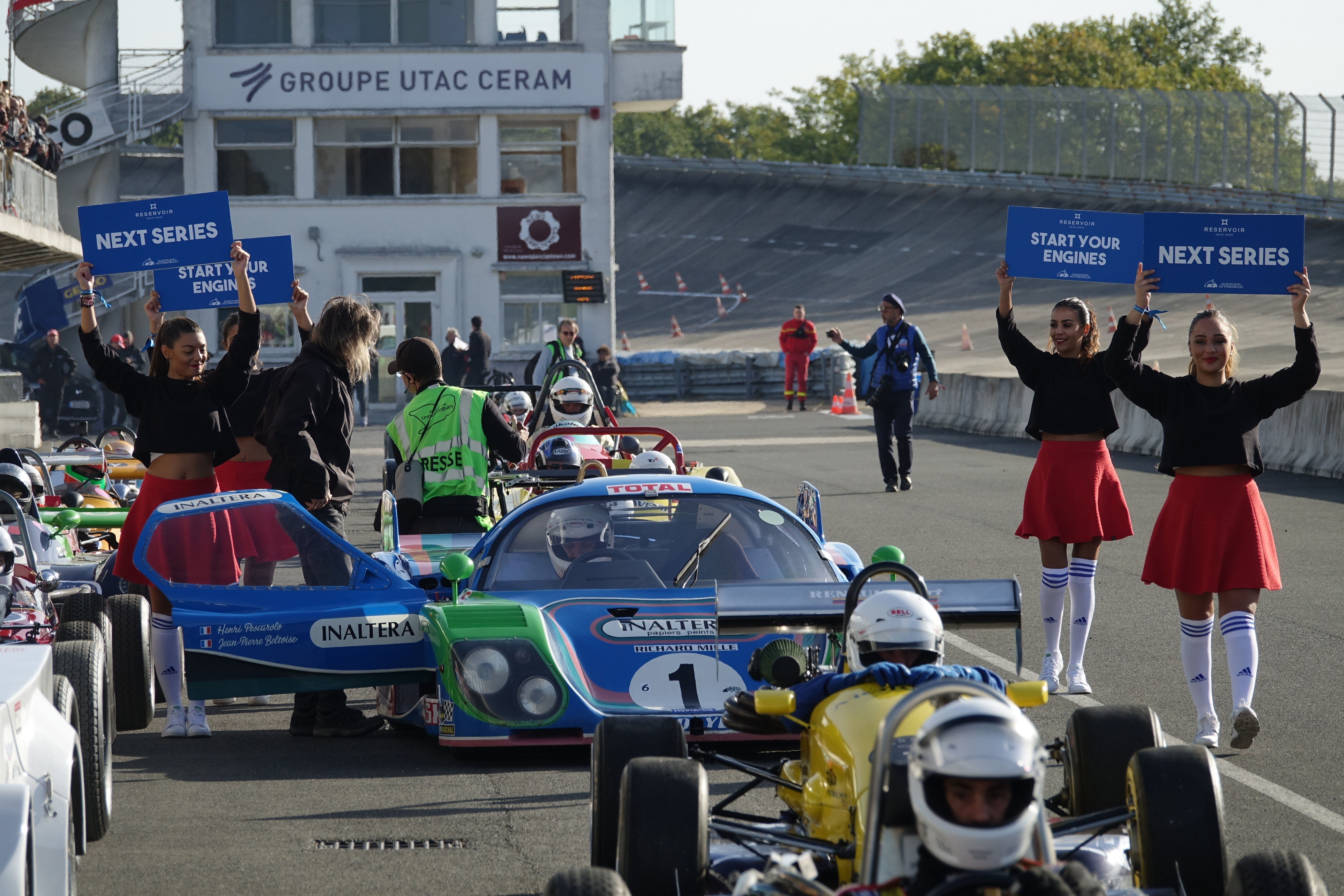
Départ du Plateau D

Pour l'édition 2018, ce sont 10 plateaux qui regroupent les différentes motos et autos de la manifestation avec des monoplaces, des prototypes, des voitures de rallye, des NASCAR, des Supercars et des GT d'exception, mais aussi des motos de vitesse, d'endurance, des classiques, des anciennes ou des originales.
Les plateaux 2018 :
- Plateau A : Motos de compétition;
- Plateau B : Motos sportives;
- Plateau C : Américaines et Productions (États-Unis / Europe);
- Plateau D : Monoplaces, Formule 1, 2, 3, France, Ford, Renault, barquettes;
- Plateau E : Prototypes, Groupe C, GT de compétition;
- Plateau F : Vintage Racing Porsche;
- Plateau G : Rallye, Groupe A, B, 4, 5;
- Plateau H : Sportives – 1960 / 1980;
- Plateau I : GT de série et Supercars après 1990;
- Plateau J : Les Galapiats.

Les monoplaces
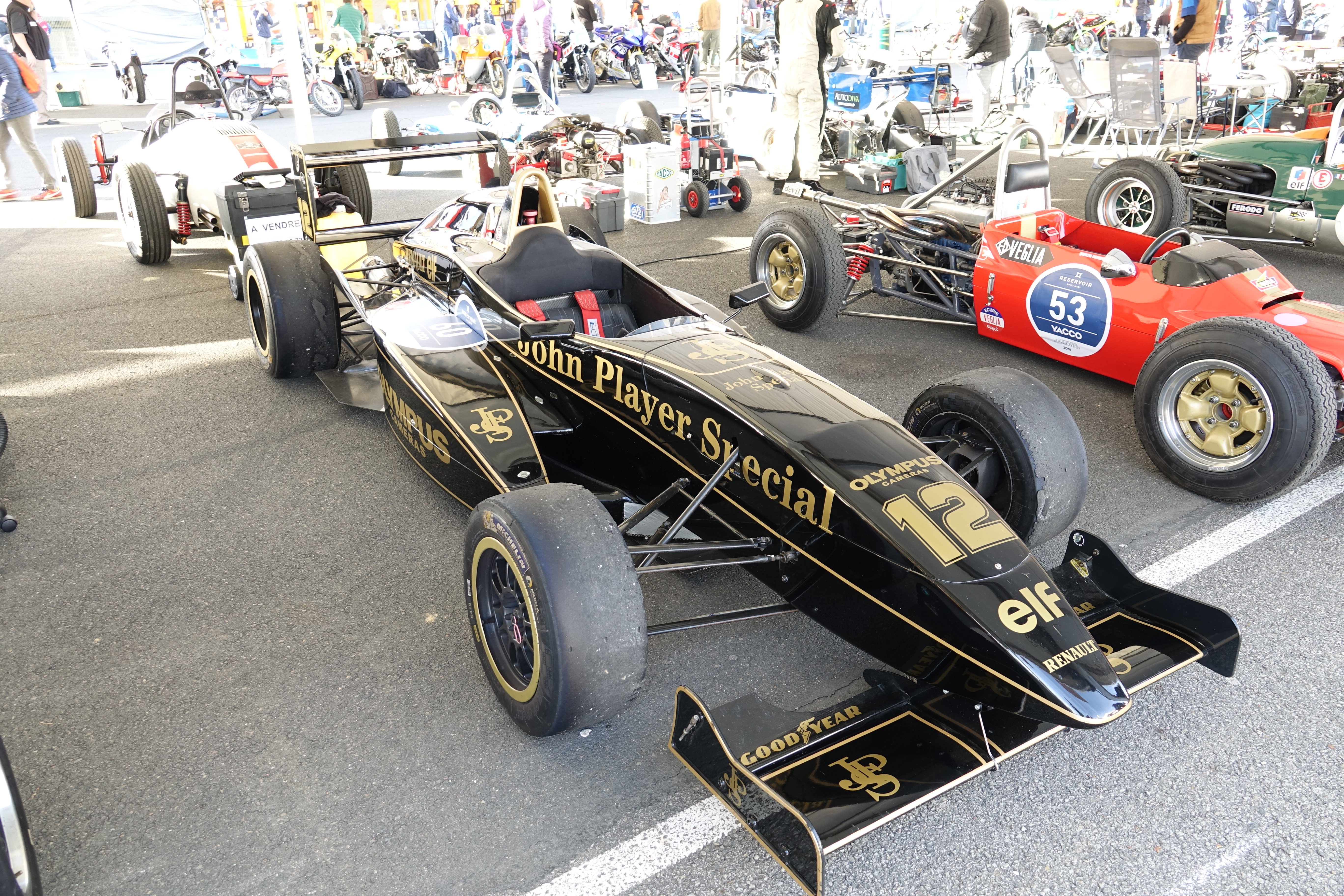
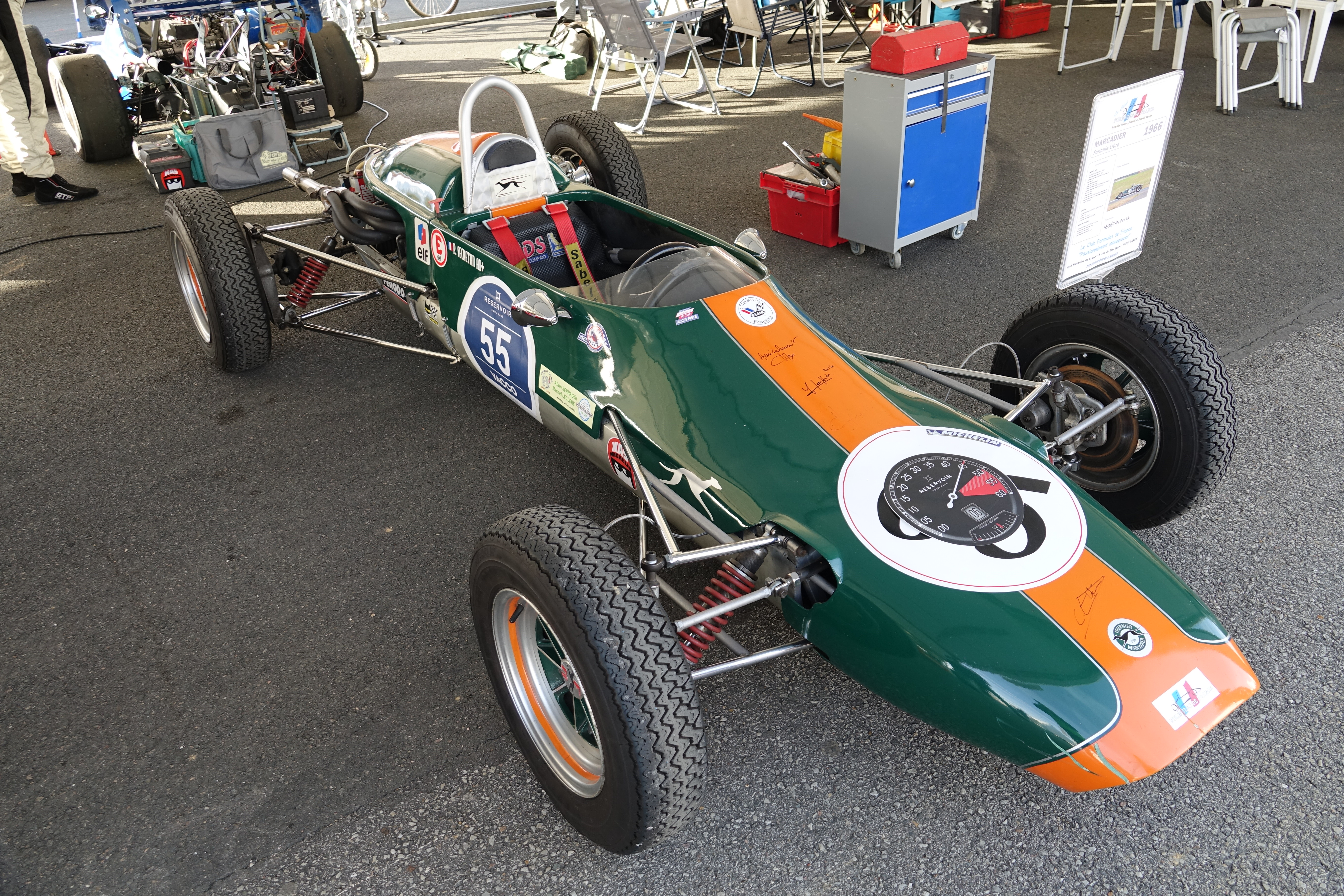
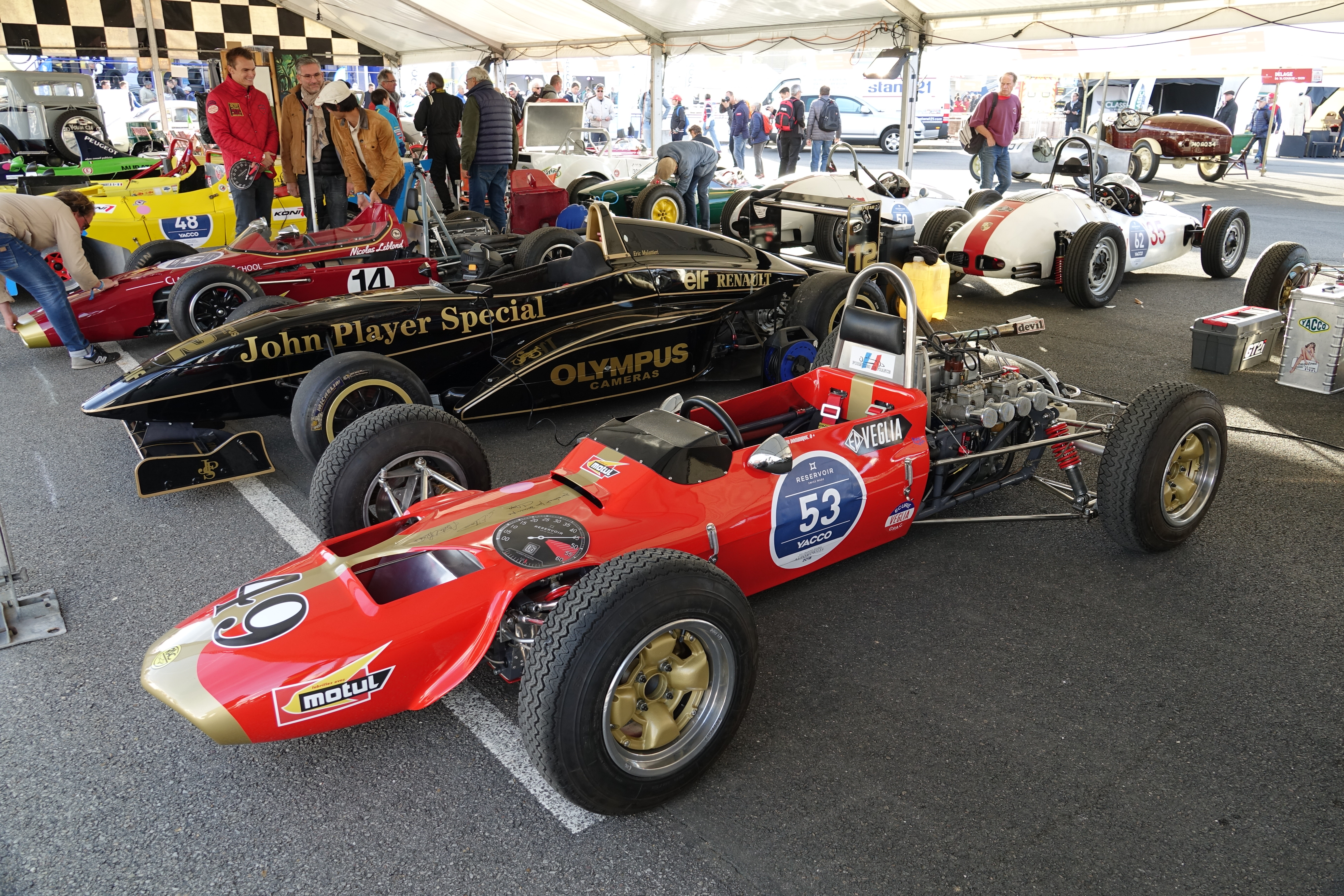
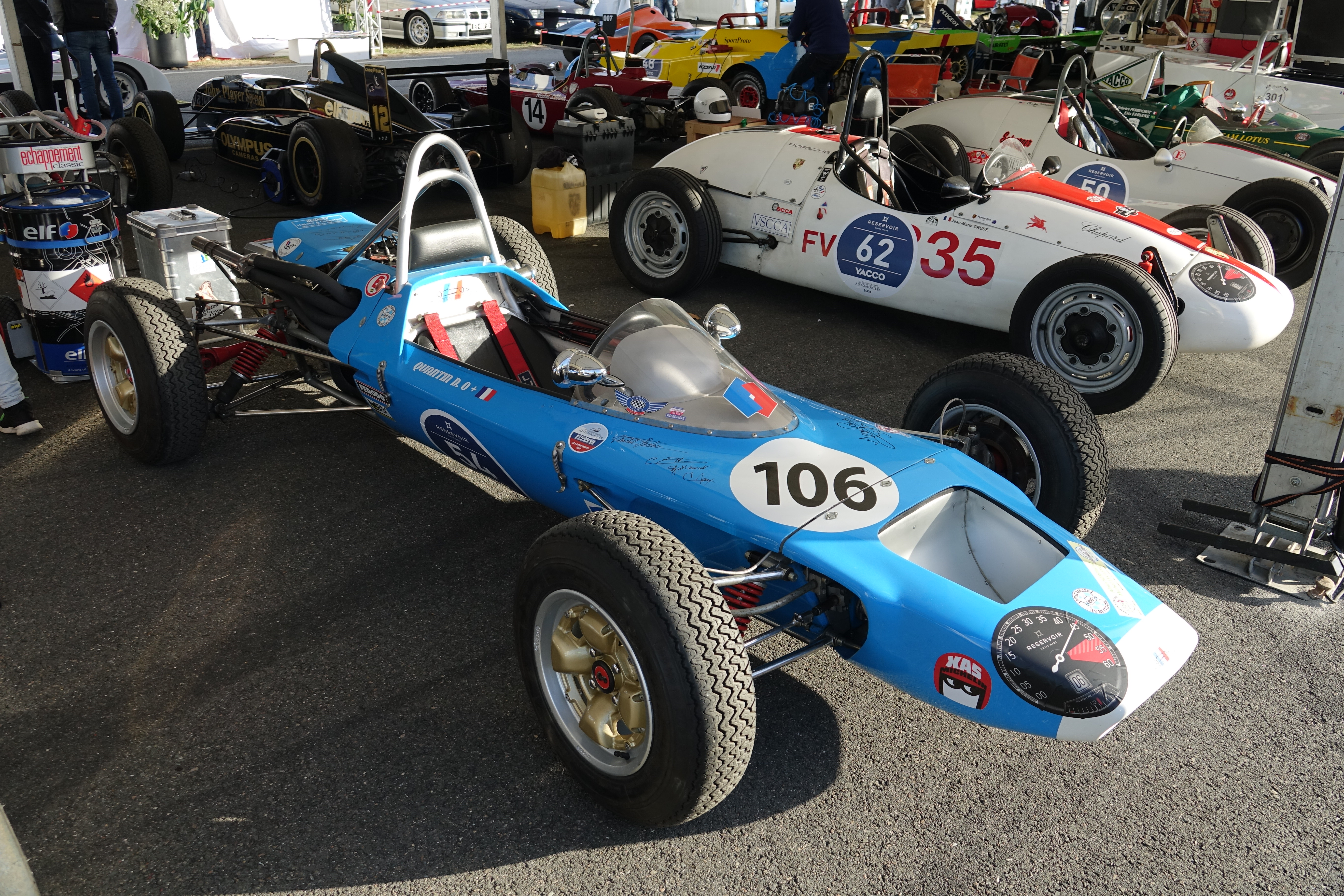
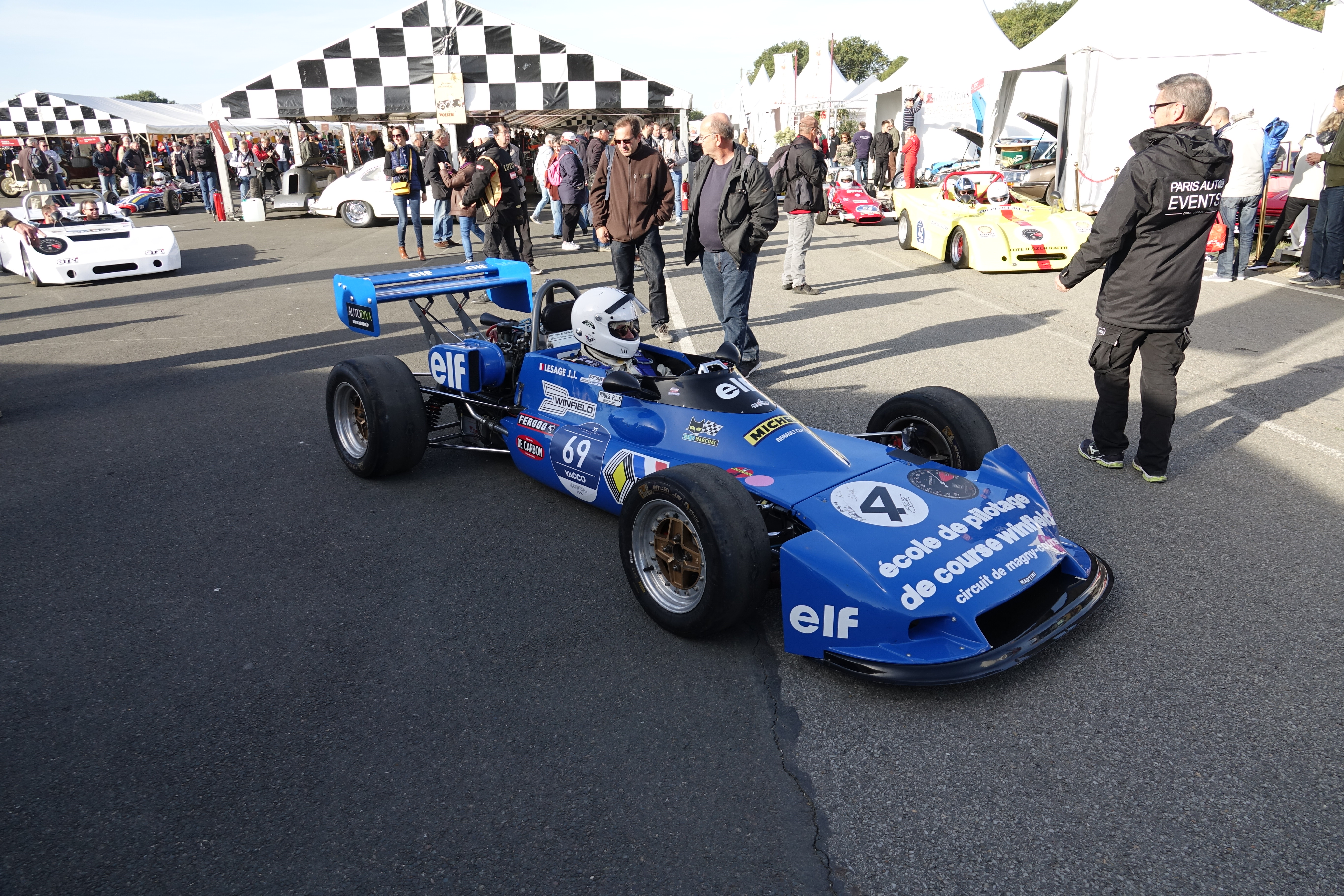
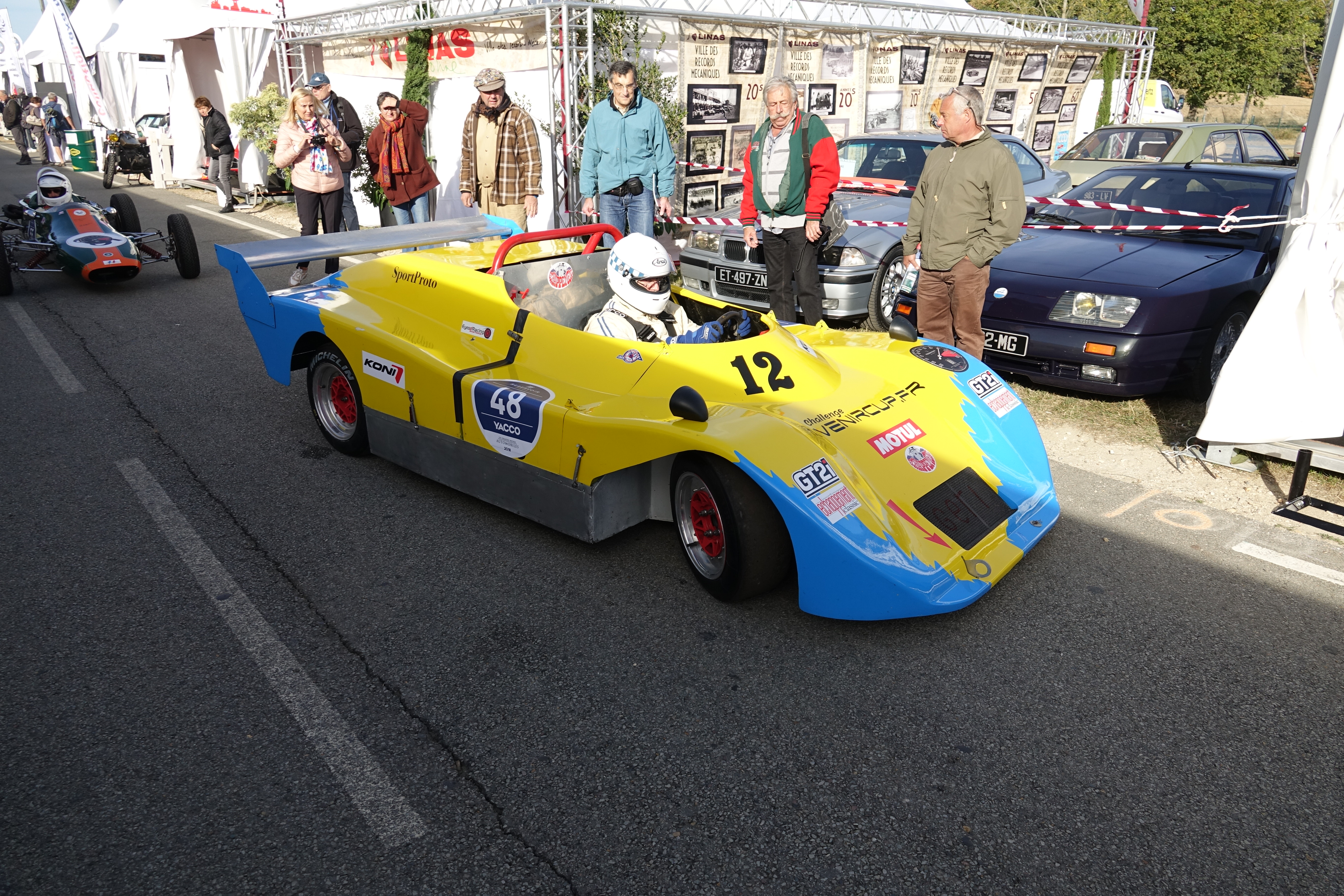
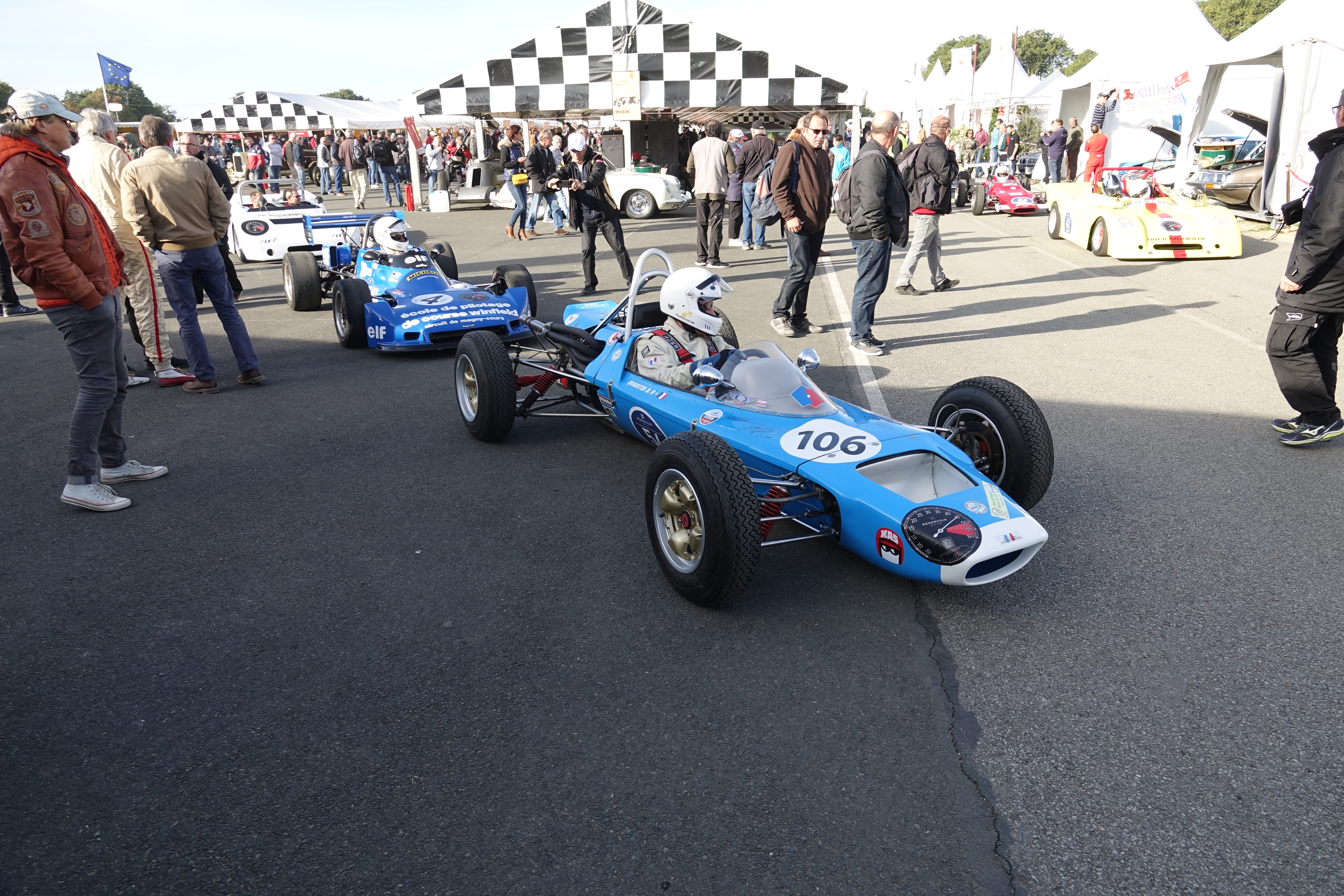
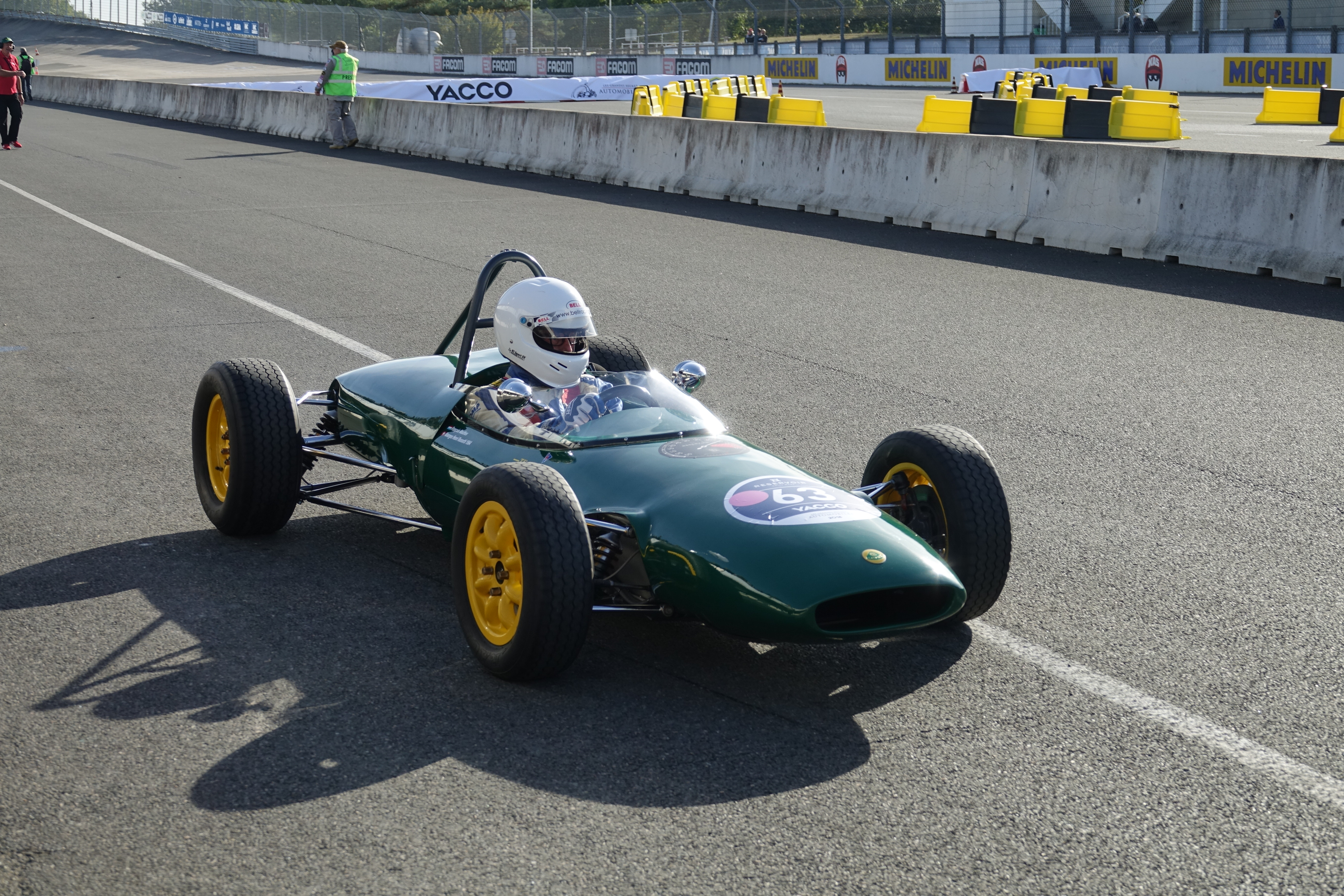
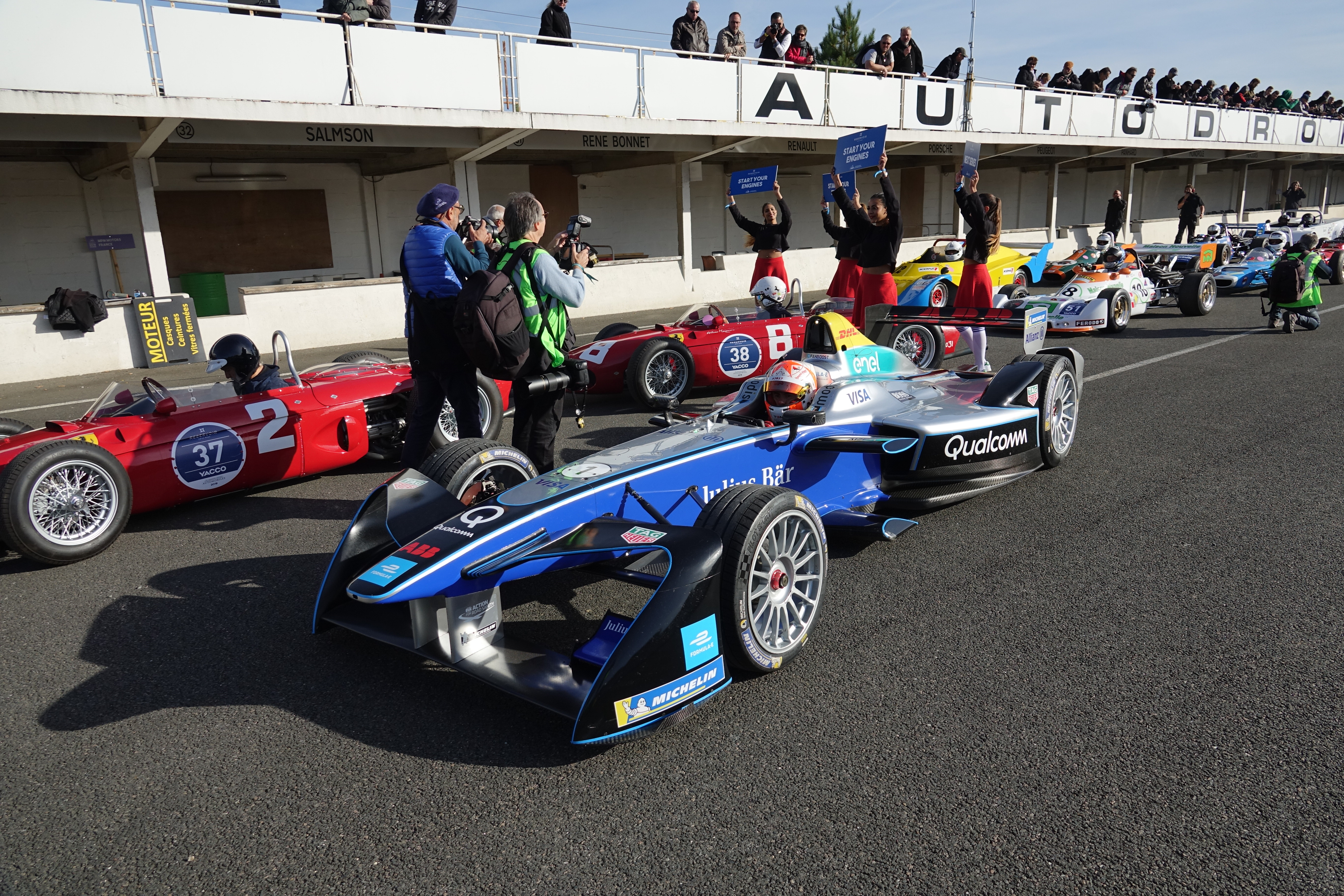
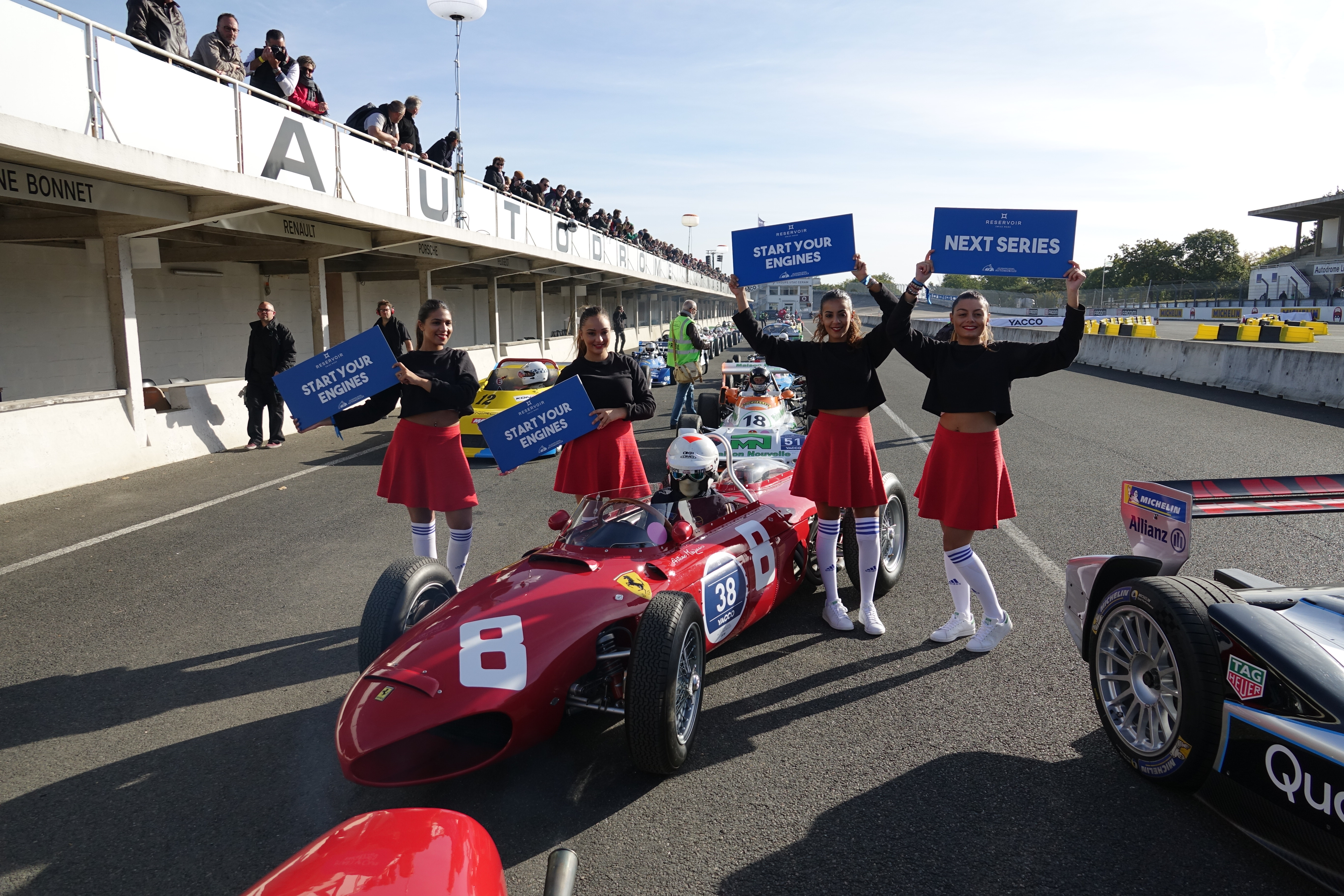
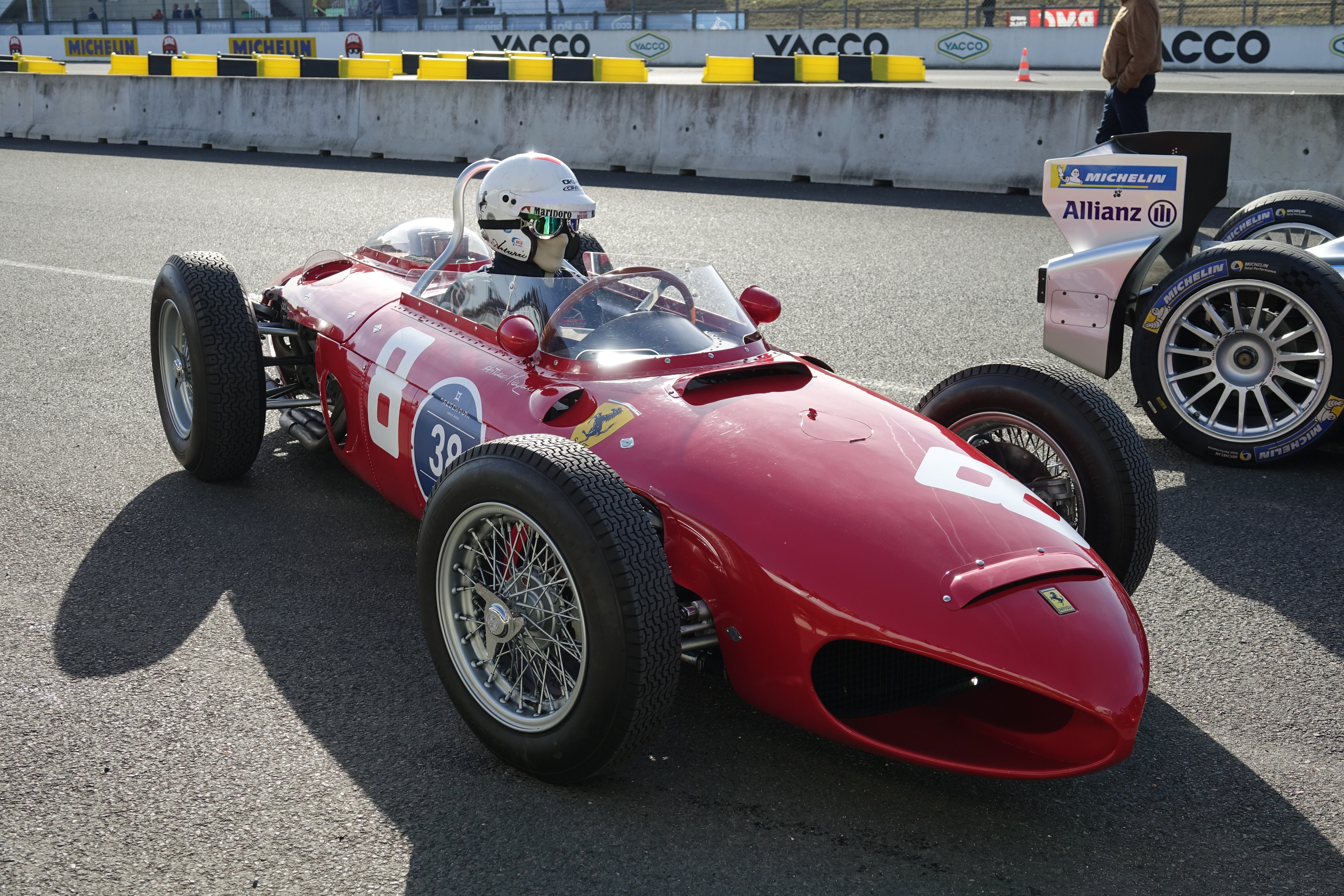
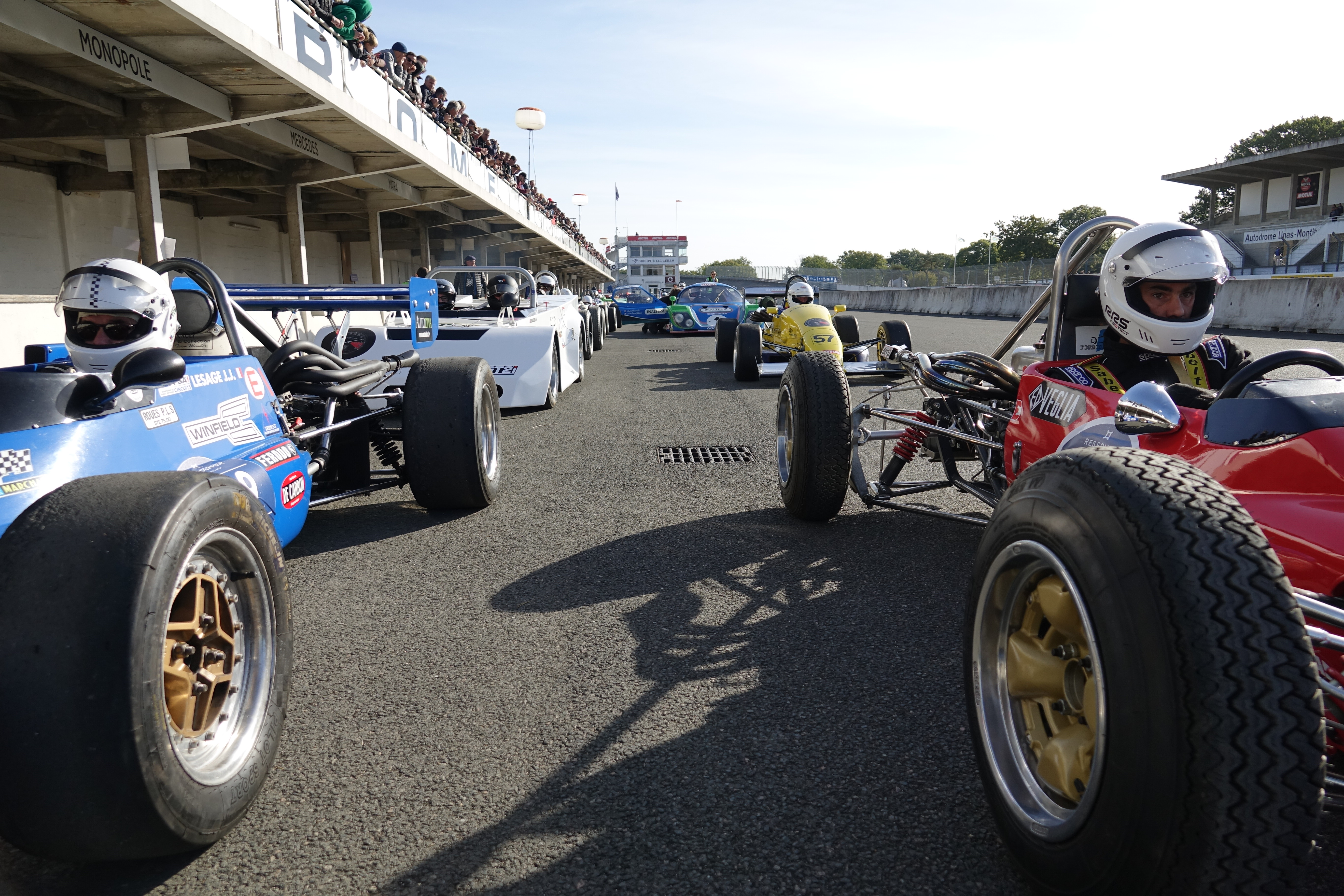
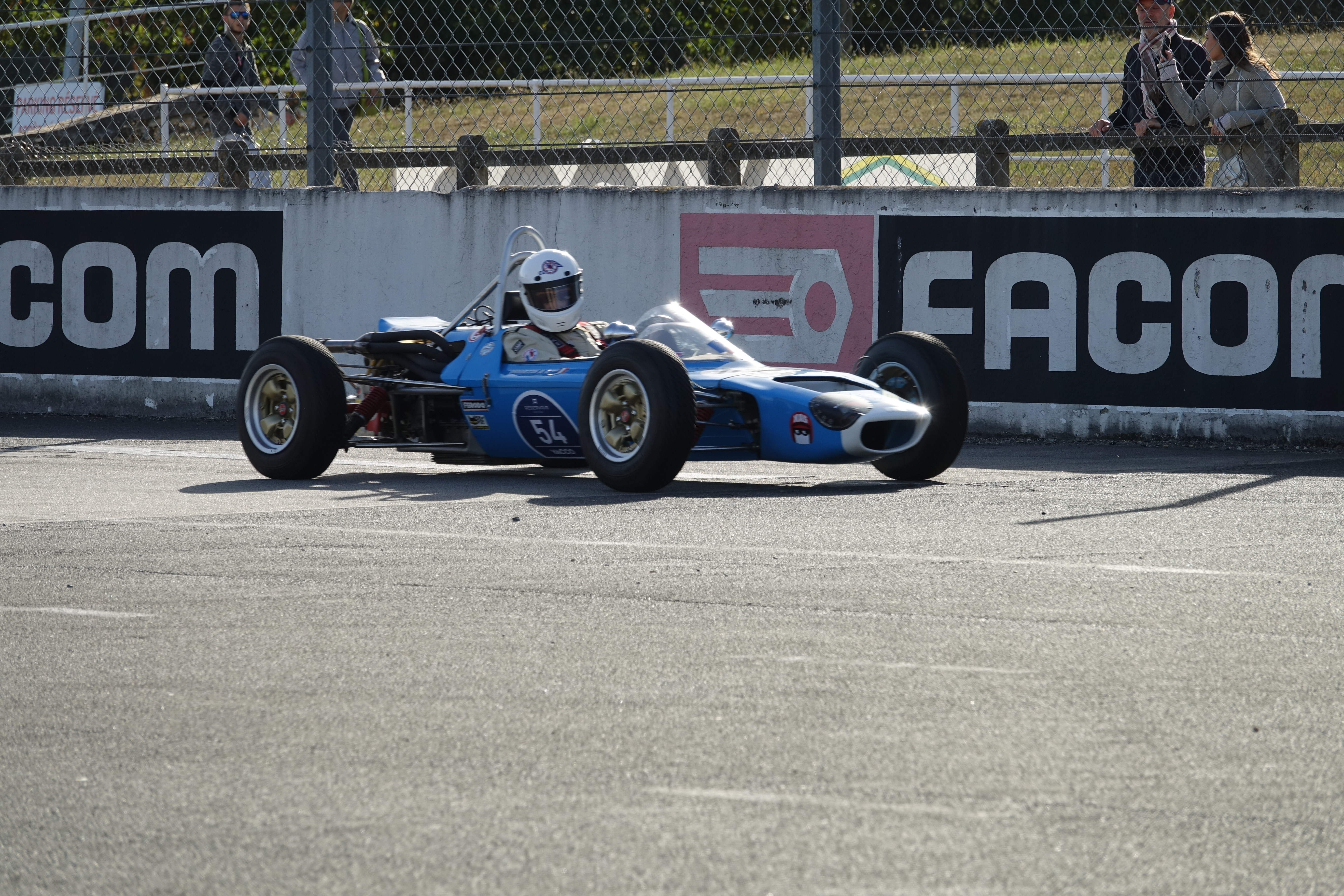
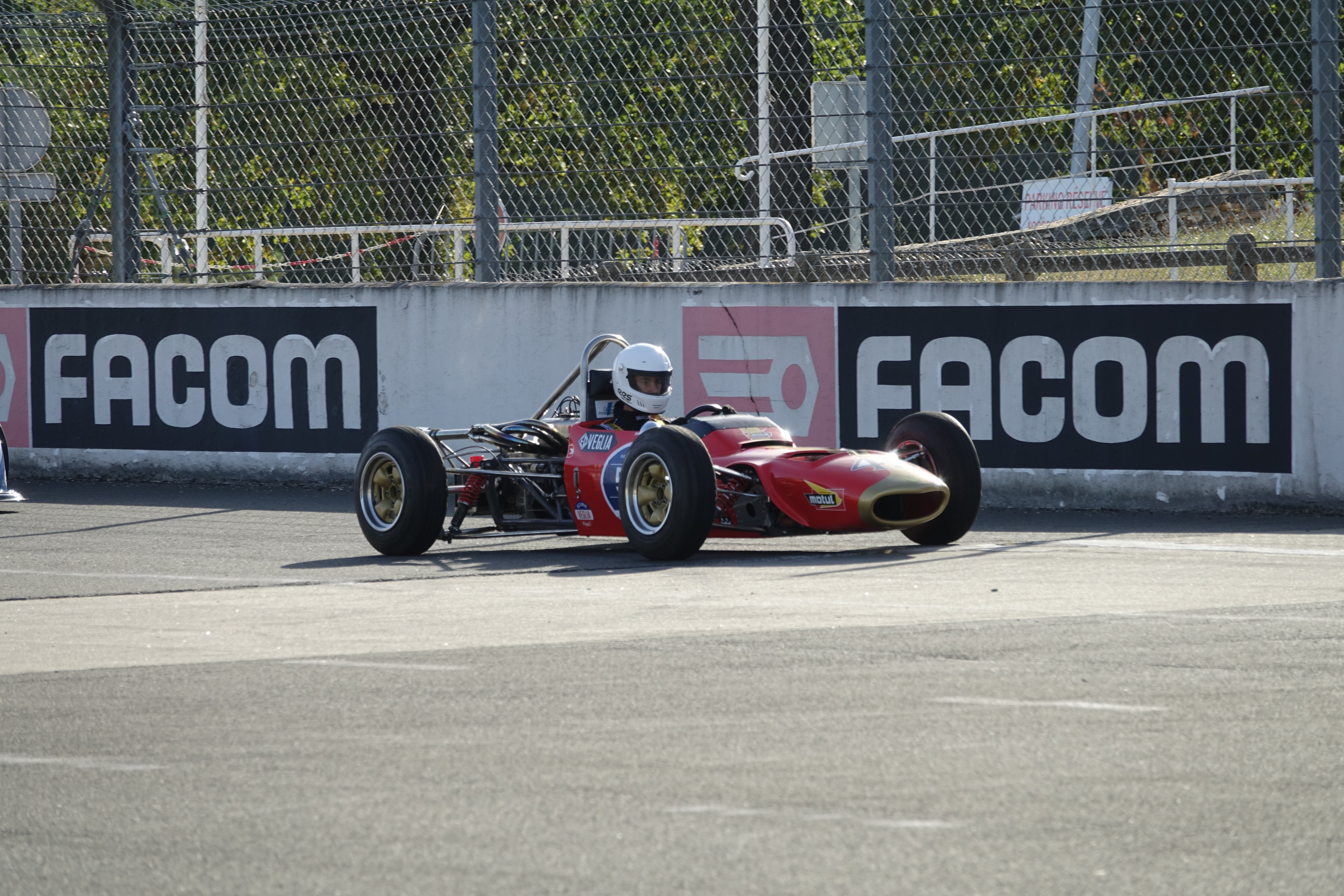
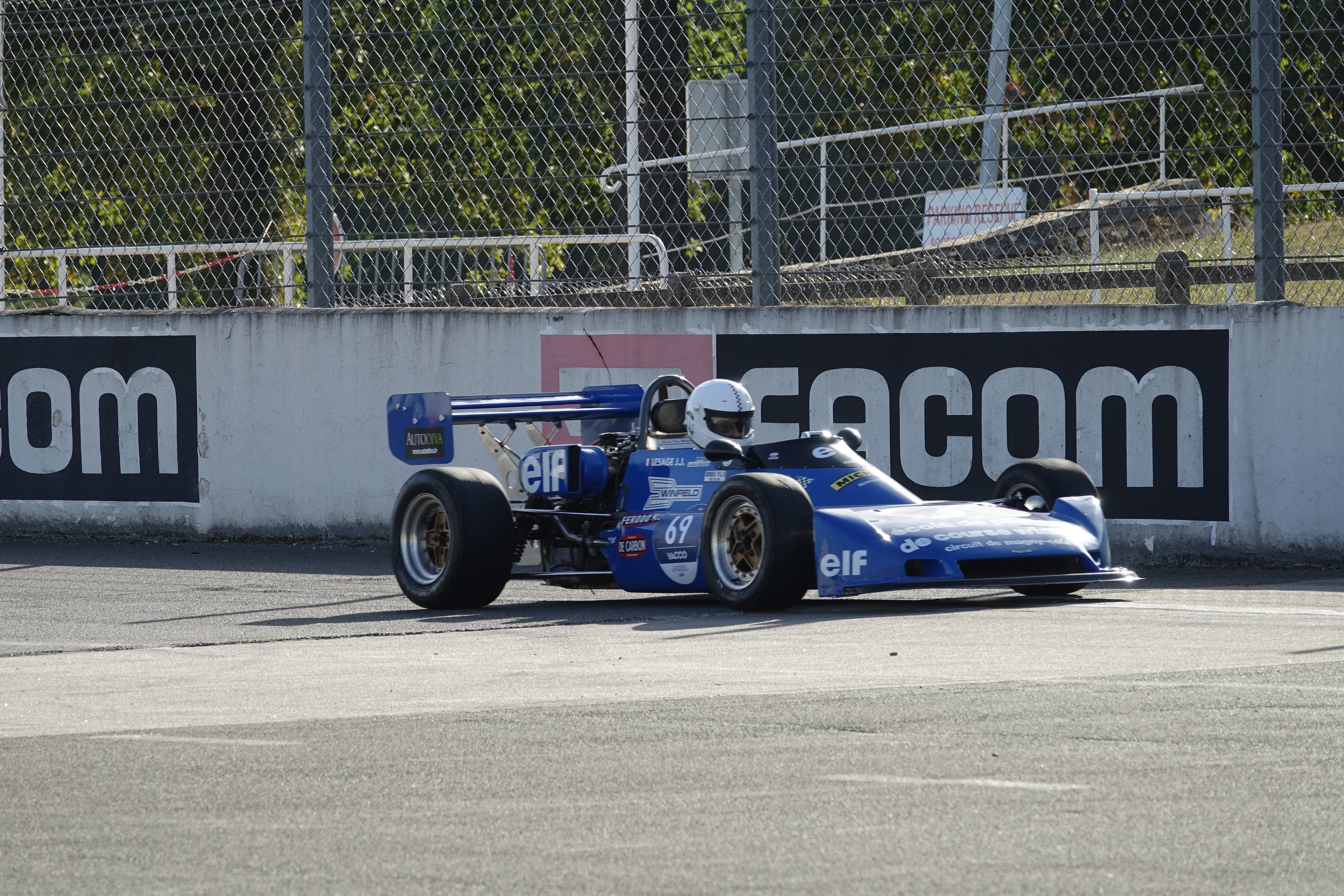
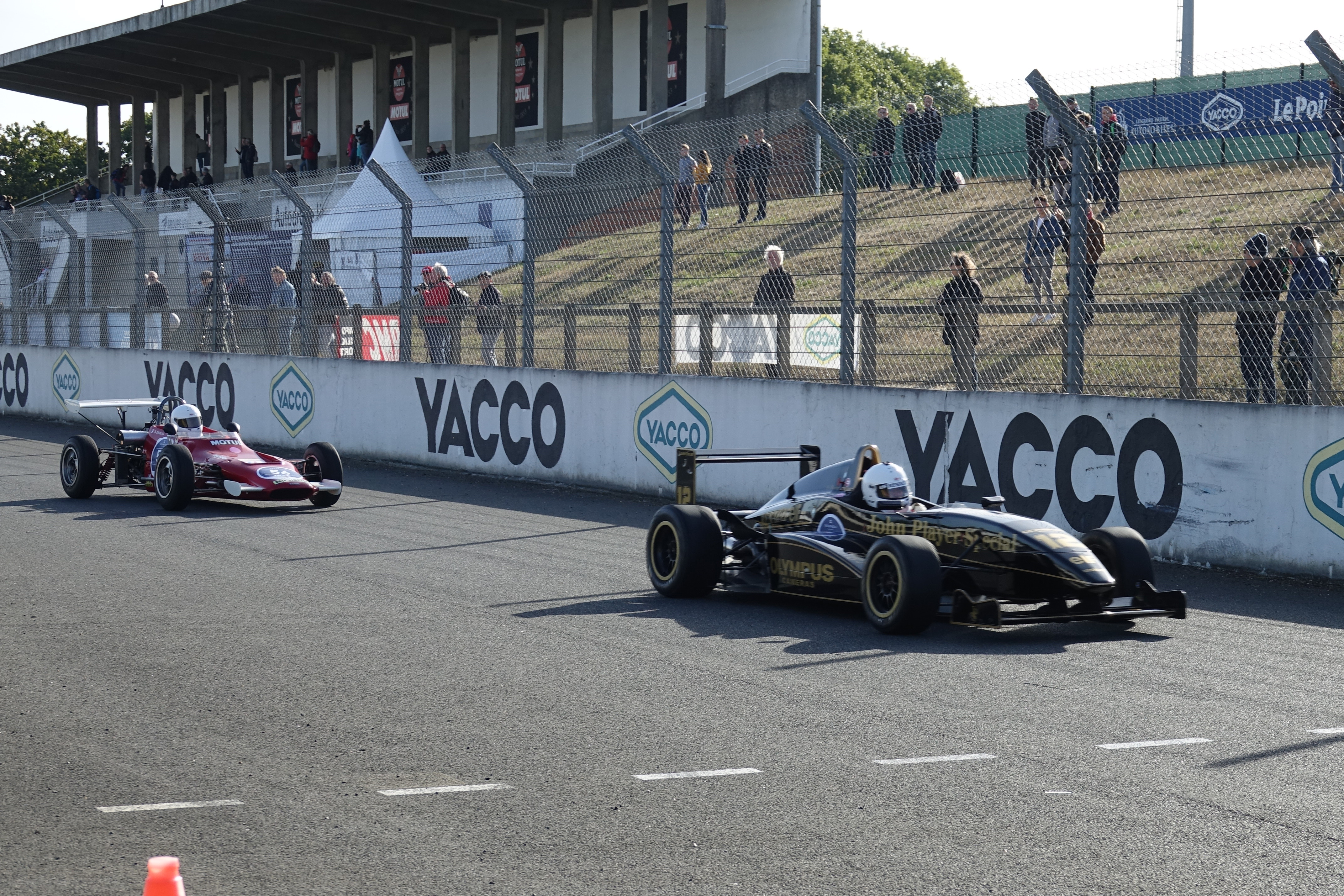

#### Les clubs

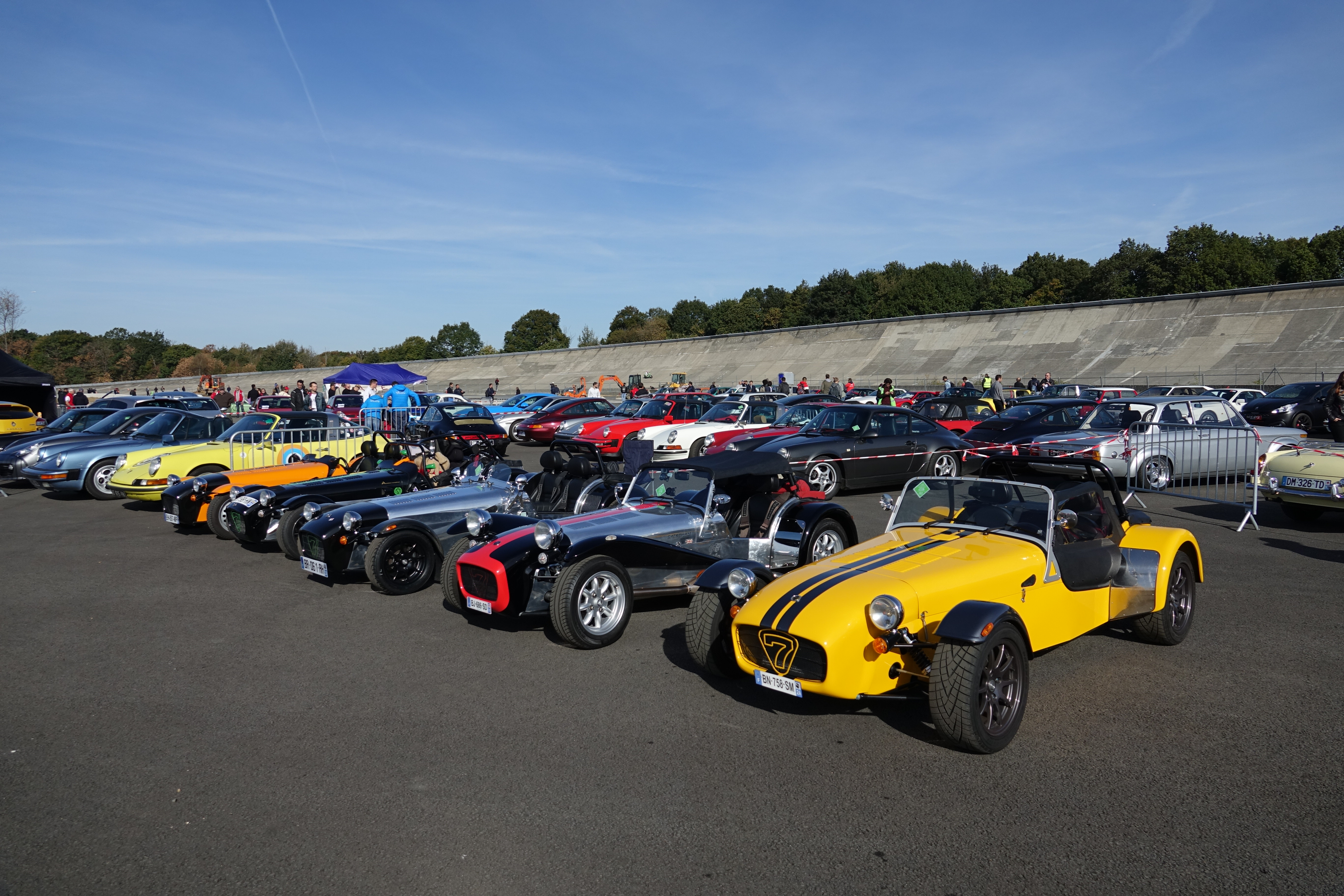
Espace clubs

Pas moins de 700 voitures, provenant de clubs toutes marques, se rassemblent dans l'enceinte de l'autodrome. Appartenant à des particuliers, ces voitures participent à la grande parade sur l'anneau le dimanche en fin de journée.

#### Le village constructeurs
Un village de constructeurs automobiles est installé au cœur de l'anneau, représentant près d'une vingtaine de marques automobiles, qui exposent leurs dernières créations. Cette année sont ainsi présentes :
- Abarth
- Alfa Romeo
- Alpine
- AMG
- Effeffe Cars
- Fiat
- Honda
- Hyundai
- Infiniti
- Mercedes-Benz
- MPM Motors
- Nissan
- Renault
- Škoda
- Smart
- Subaru
- Volkswagen

Le village des constructeurs des LGHA 2018
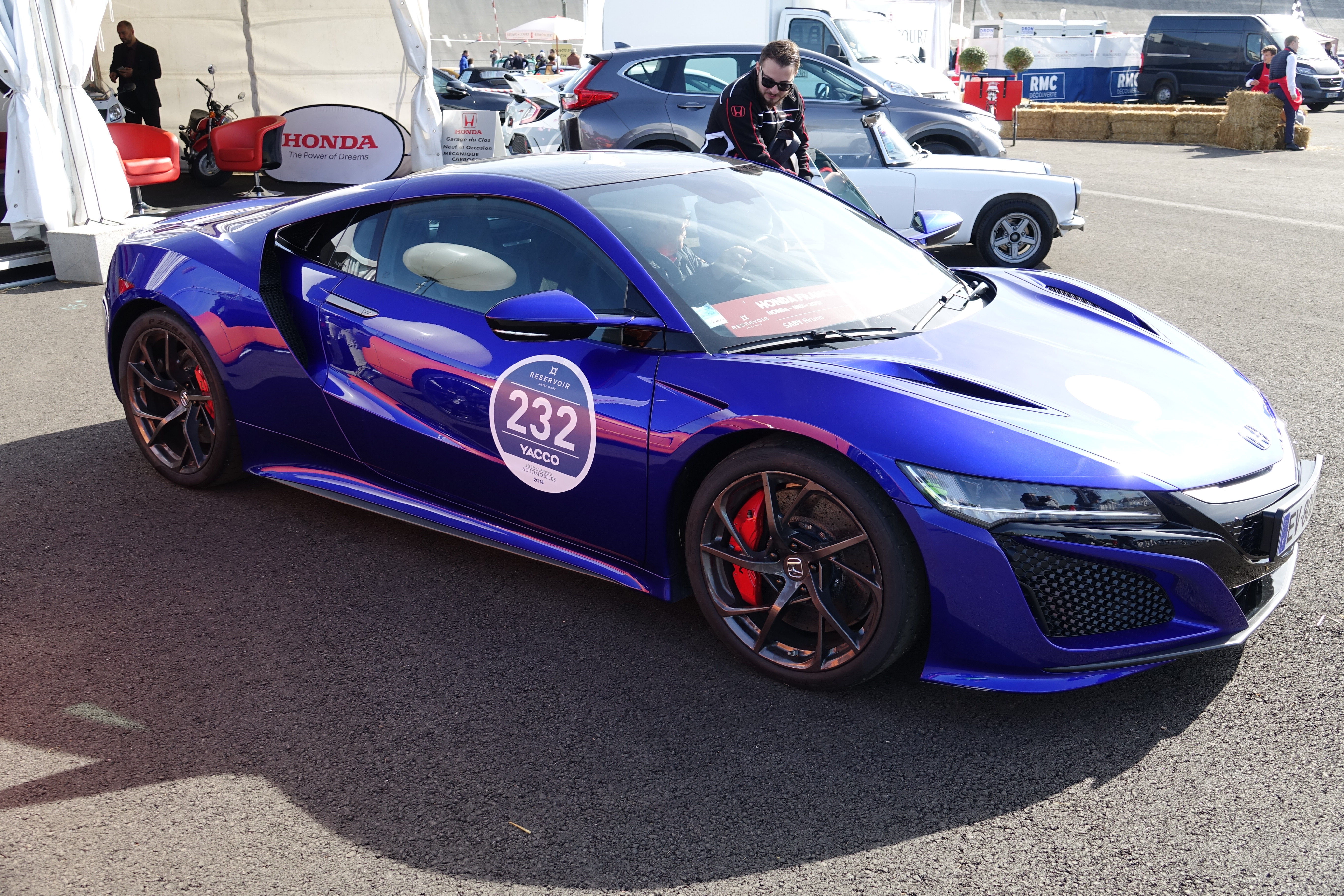
Honda
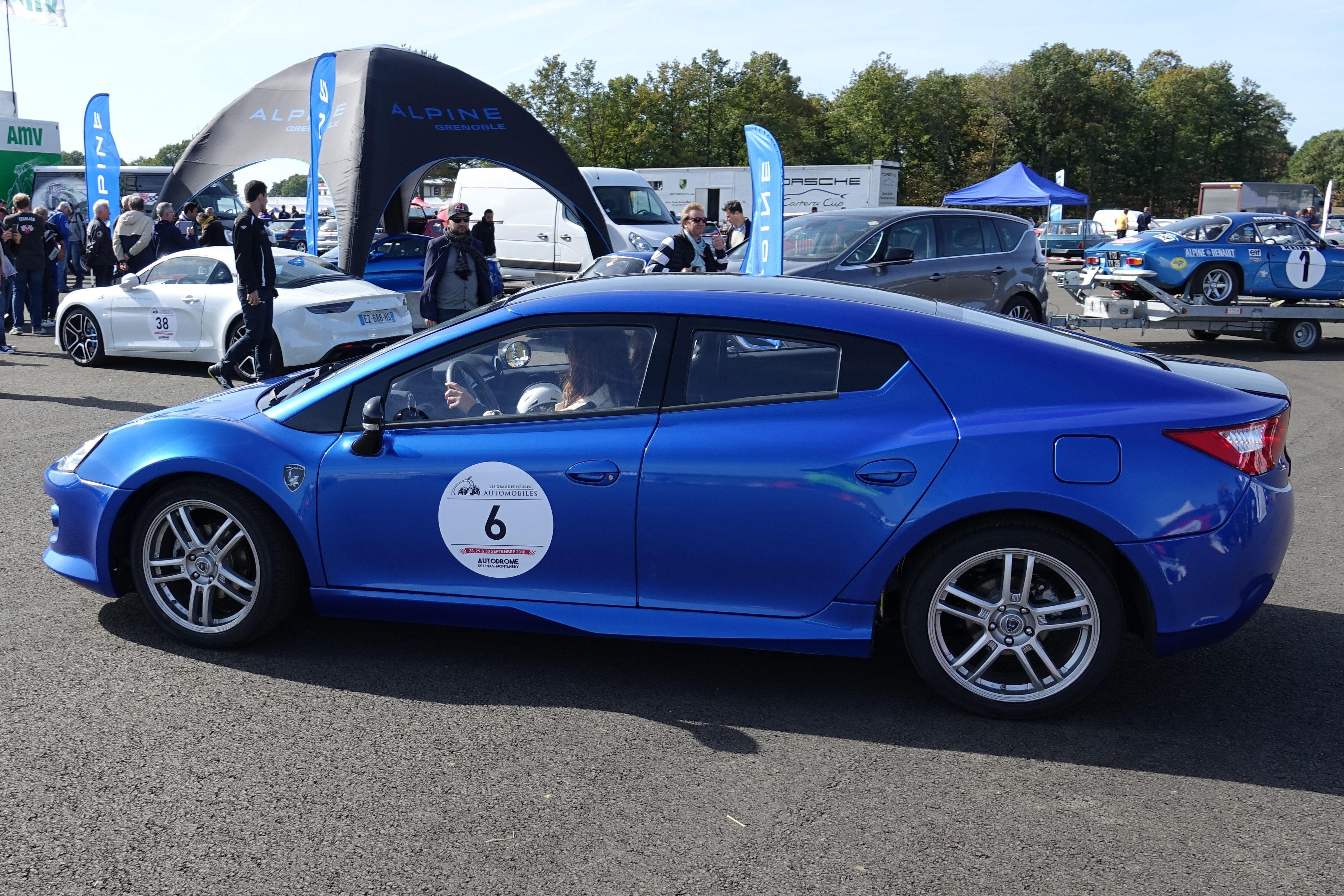
MPM Motors
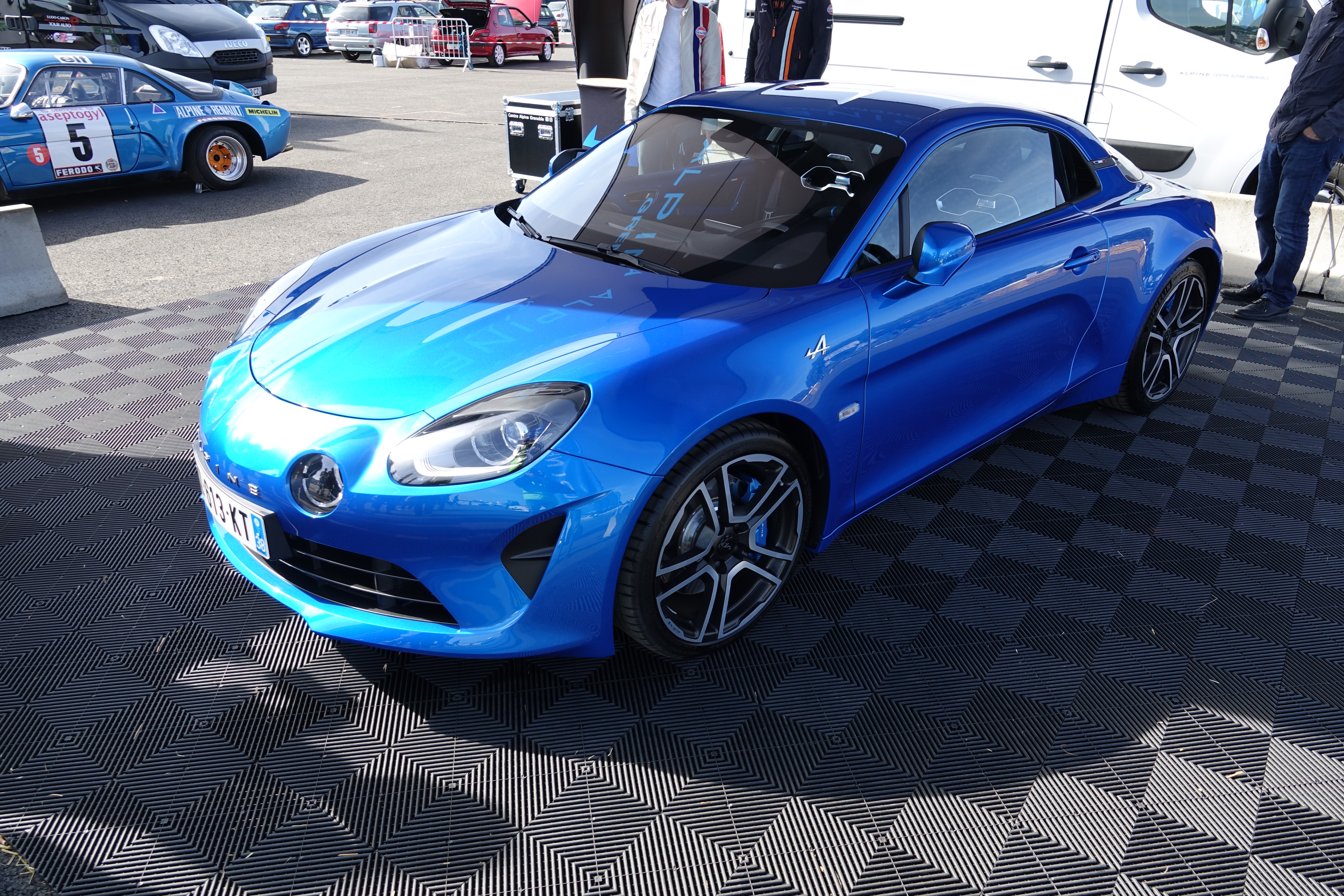
Alpine

#### Les pilotes

Bruno Saby, Bob Neyret et François Chatriot

De nombreux pilotes ont répondu présent aux Grandes Heures Automobiles 2018, sur la piste comme dans les paddocks :
- Jean-Claude Andruet
- Hubert Auriol
- Wilfried Boucenna
- François Chatriot
- Jacques Cheinisse
- Emmanuel Collard
- Erik Comas
- Hugues de Chaunac
- Jean-Pierre Jabouille
- Jean-Pierre Jarier
- Jean-Pierre Jaussaud
- Jacques Laffite
- Michel Leclère
- Jean-Pierre Malcher
- Arturo Merzario
- René Metge
- Philippe Monneret
- Norman Nato
- Robert (Bob) Neyret
- Pascale Neyret
- Jean-Pierre Nicolas
- Nelson Panciatici
- Adrien Paviot
- Gérard Roussel
- James Ruffier
- Bruno Saby
- Éric Saul
- Alain Serpaggi
- Jean Vinatier

Les pilotes sur le circuit
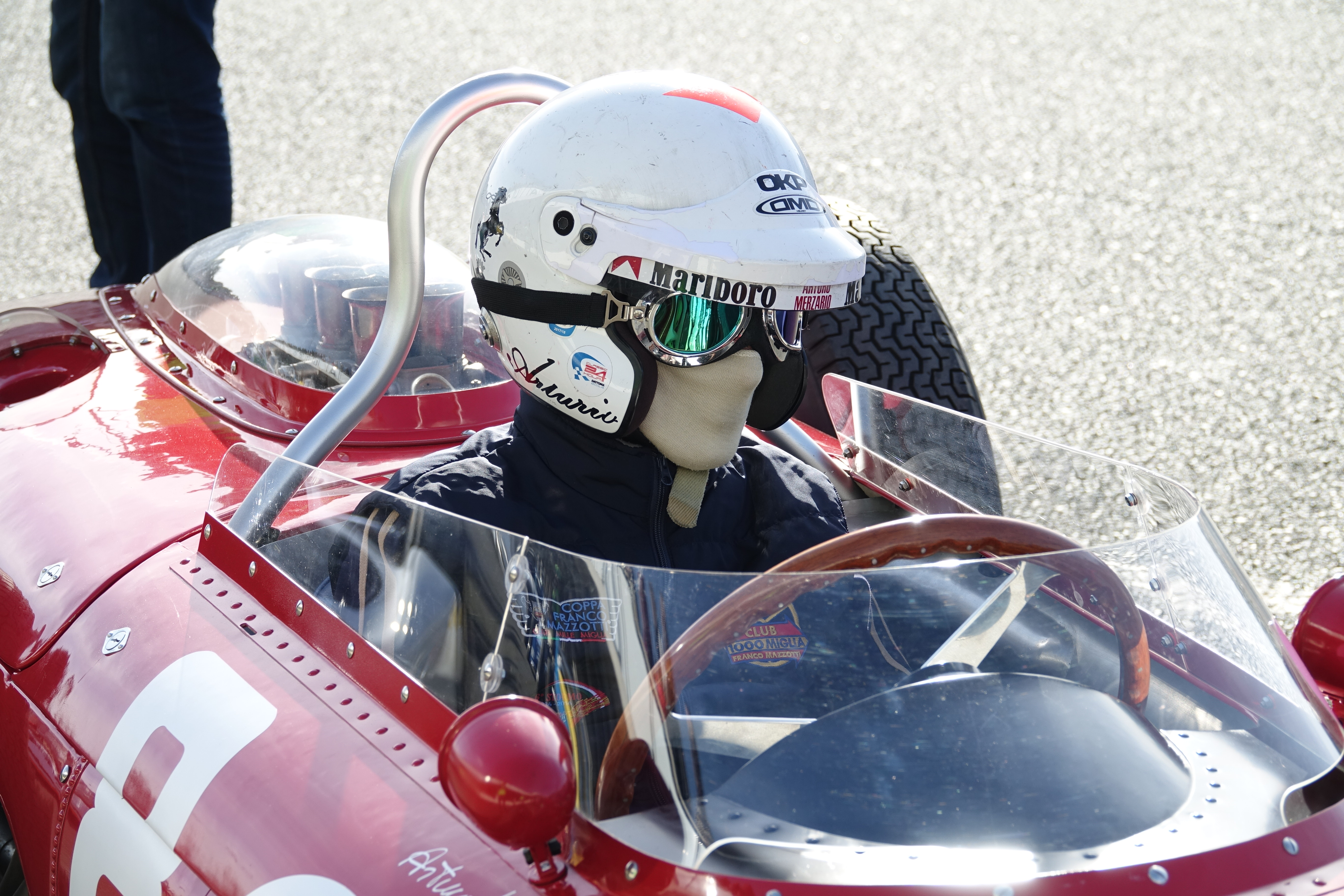
Arturo Merzario
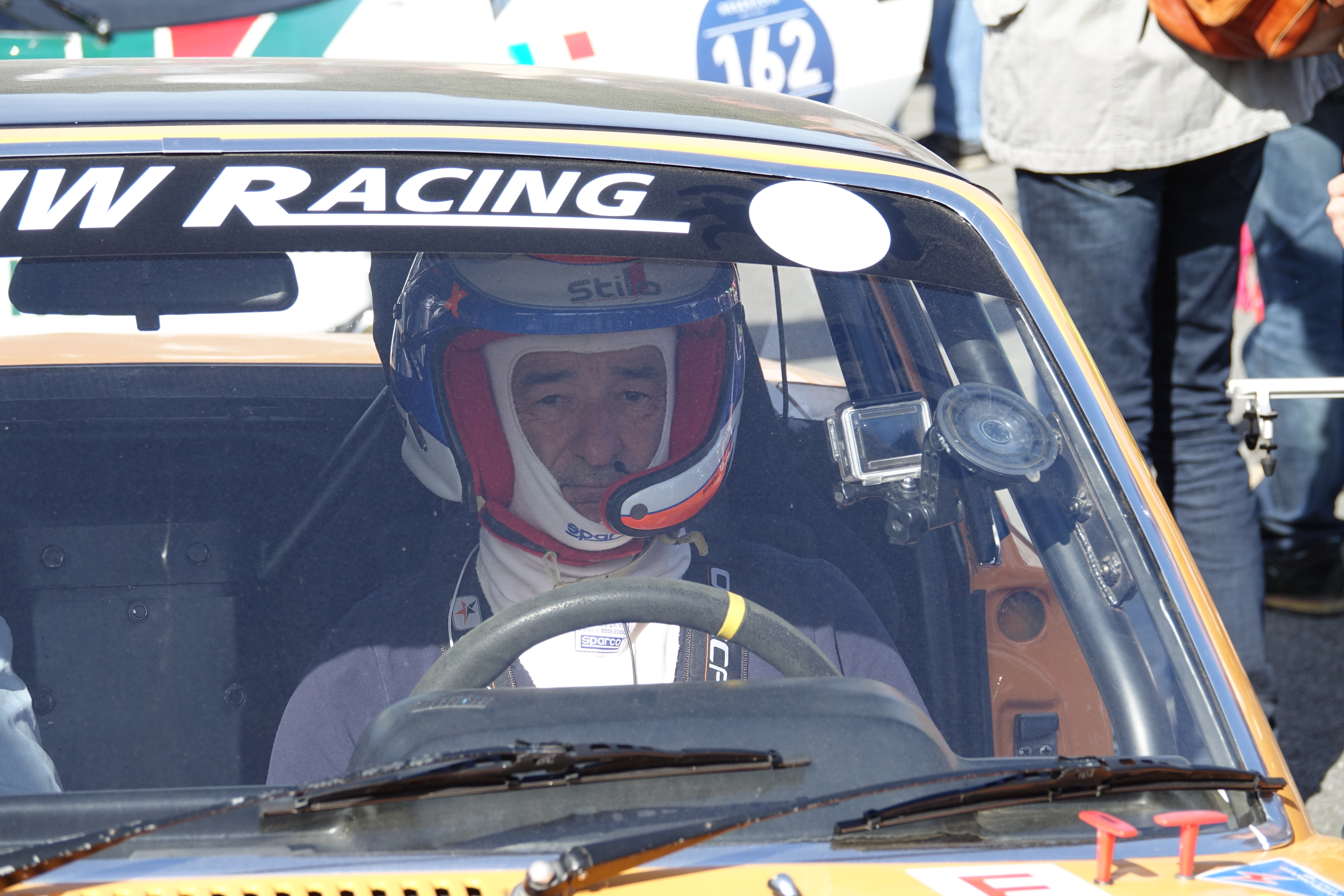
Bruno Saby
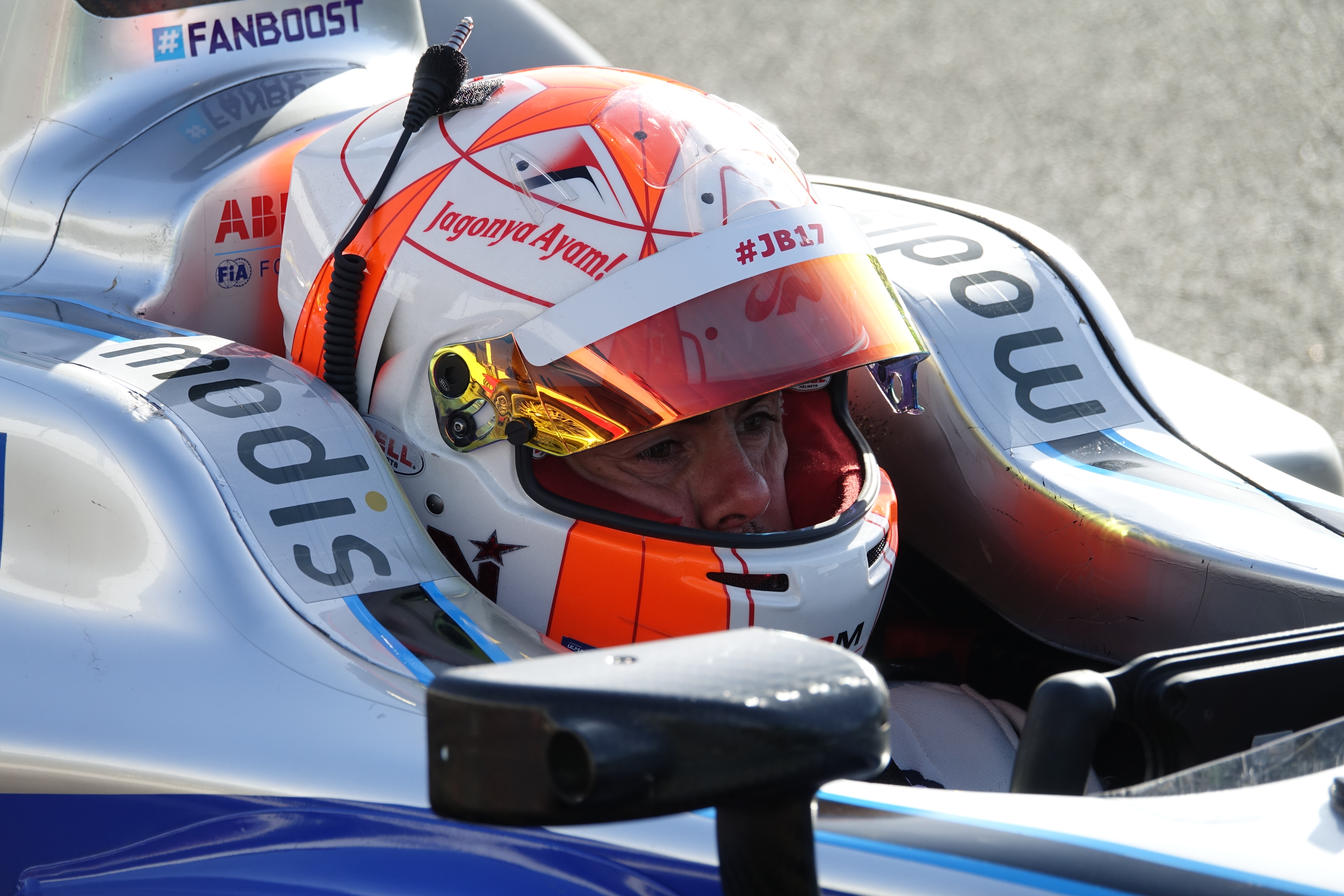
Norman Nato

## Événement
« Les Grandes Heures Automobiles » sont présentes à l'édition 2018 de Rétromobile (comme en 2017), où le thème du salon est « L'anneau de vitesse du circuit de Monthléry ». À cette occasion, l'événementiel présente une exposition d'une vingtaine d'automobiles et de motos, sur la passerelle entre les hall 1 et 2.2, dont notamment la Voisin Speed Record qui a battu 17 records de vitesse en 1927 sur l'Autodrome de Linas-Montlhéry, une Citroën petite Rosalie (record en 1933), 208 T16 Pikes Peak et la Yamaha 750 OW31 de Christian Estrosi avec laquelle il remporta la manche française au Championnat du Monde Formula 750 cm3 en 1977.

Les Grandes Heures Automobiles à Rétromobile 2018
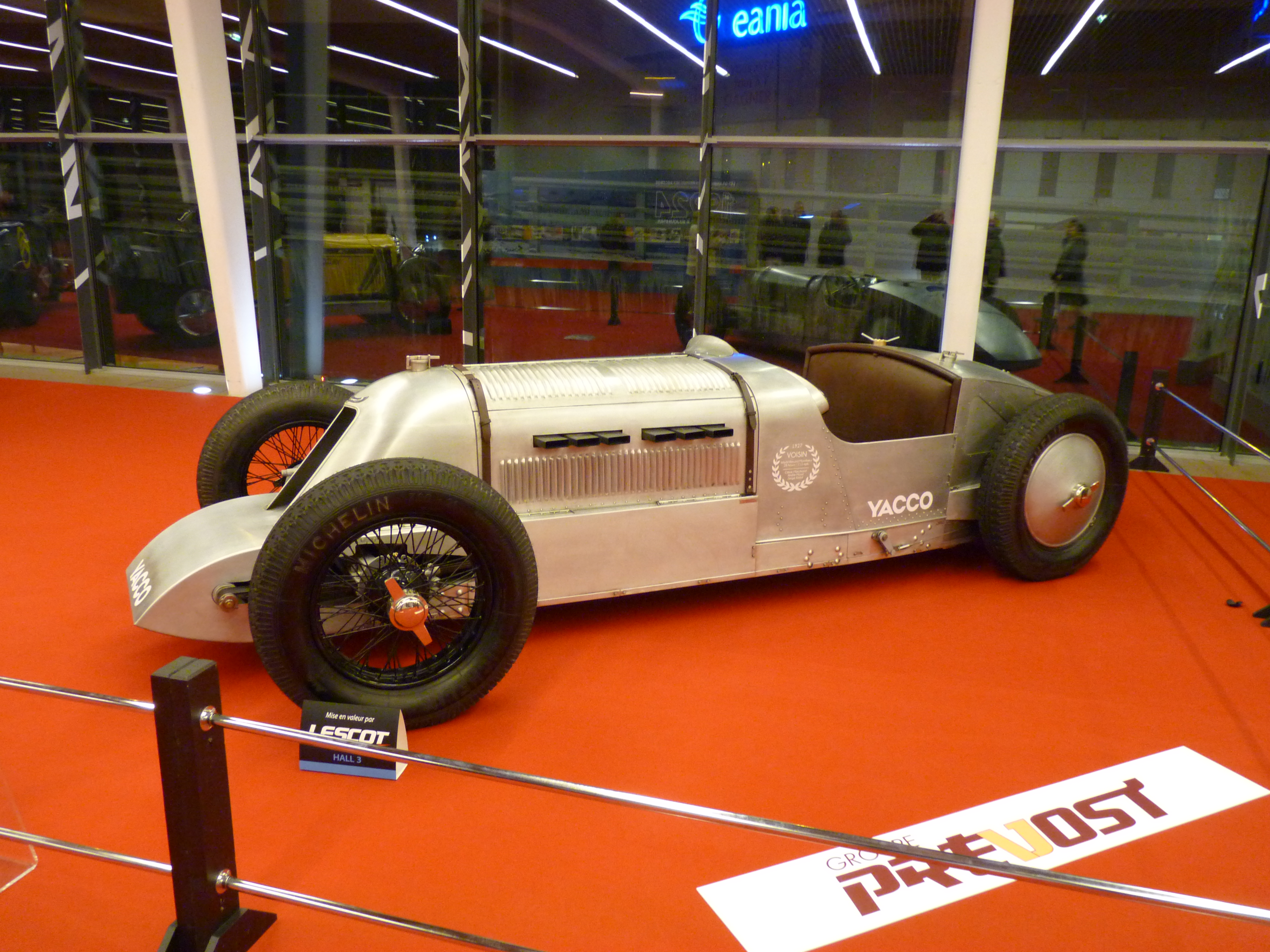
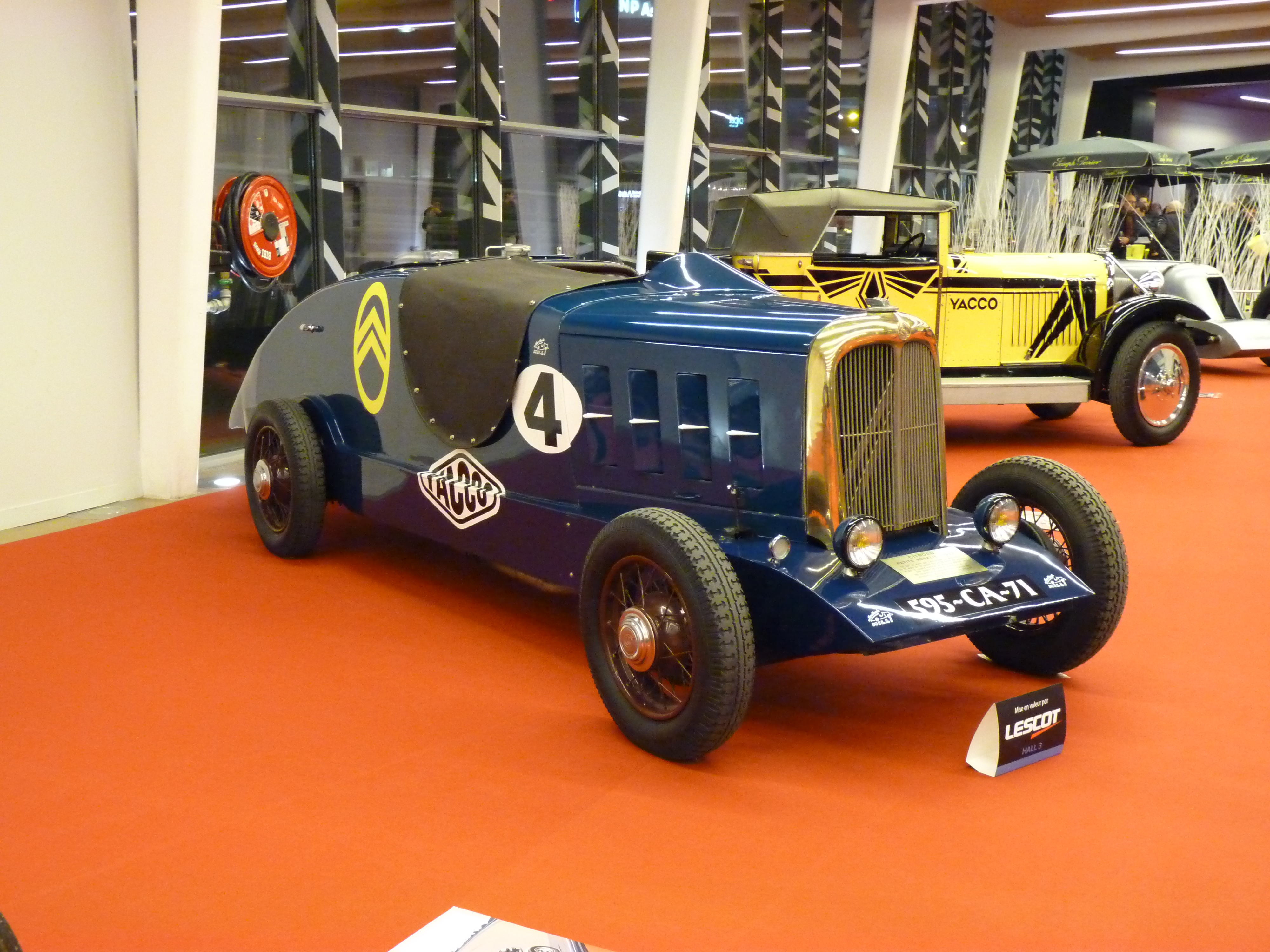
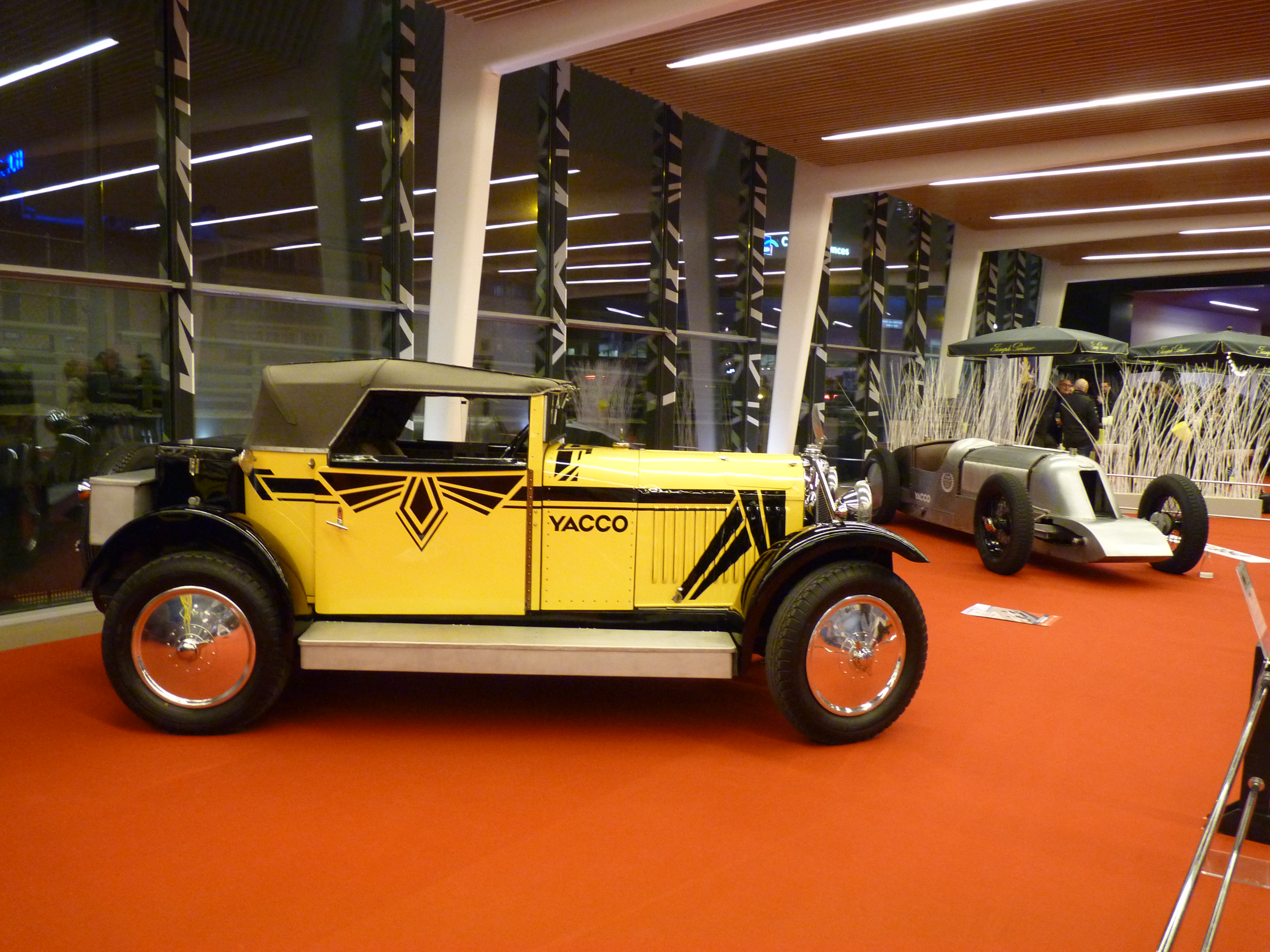
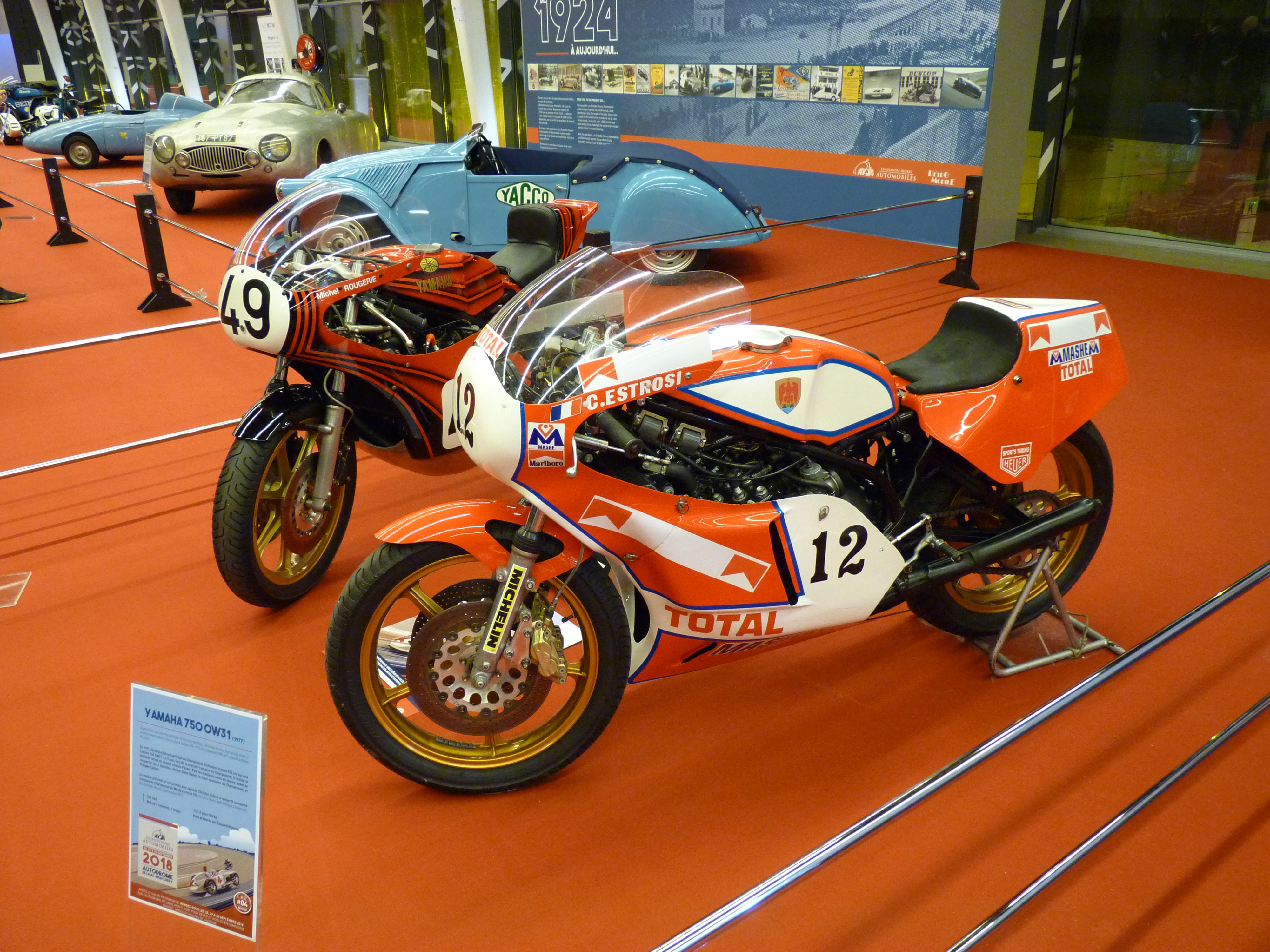

## Récompense
- Nommé dans la catégorie "Motorsport Event of the Year" aux International Historic Motoring Awards 2018.